# Lysá nad Labem
Lysá nad Labem (německy Lissa an der Elbe) je město v okrese Nymburk ve Středočeském kraji. Žije v něm přibližně 10 tisíc obyvatel. Leží v úrodné nížině při řece Labi, čtrnáct kilometrů západně od Nymburka. Historické jádro města bylo v roce 2003 prohlášeno městskou památkovou zónou.

## Historie
Lysá nad Labem je poprvé zmiňována již v Kosmově kronice. Zdejší hradiště patřilo k významným slovanským střediskům. Na lyském hradišti byl vězněn, vykastrován a oslepen kníže Jaromír, kterého sem poslal jeho bratr, kníže Oldřich. Ve 13. století zde byl postaven hrad a Lysá pak byla až do vlády Lucemburků ve vlastnictví českých královen. Od roku 1291 je doložena existence Lysé jako města. V tomto roce vydala královna Guta, manželka Václava II., listinu, která sjednocuje pozemky v okolí Lysé v jeden celek.

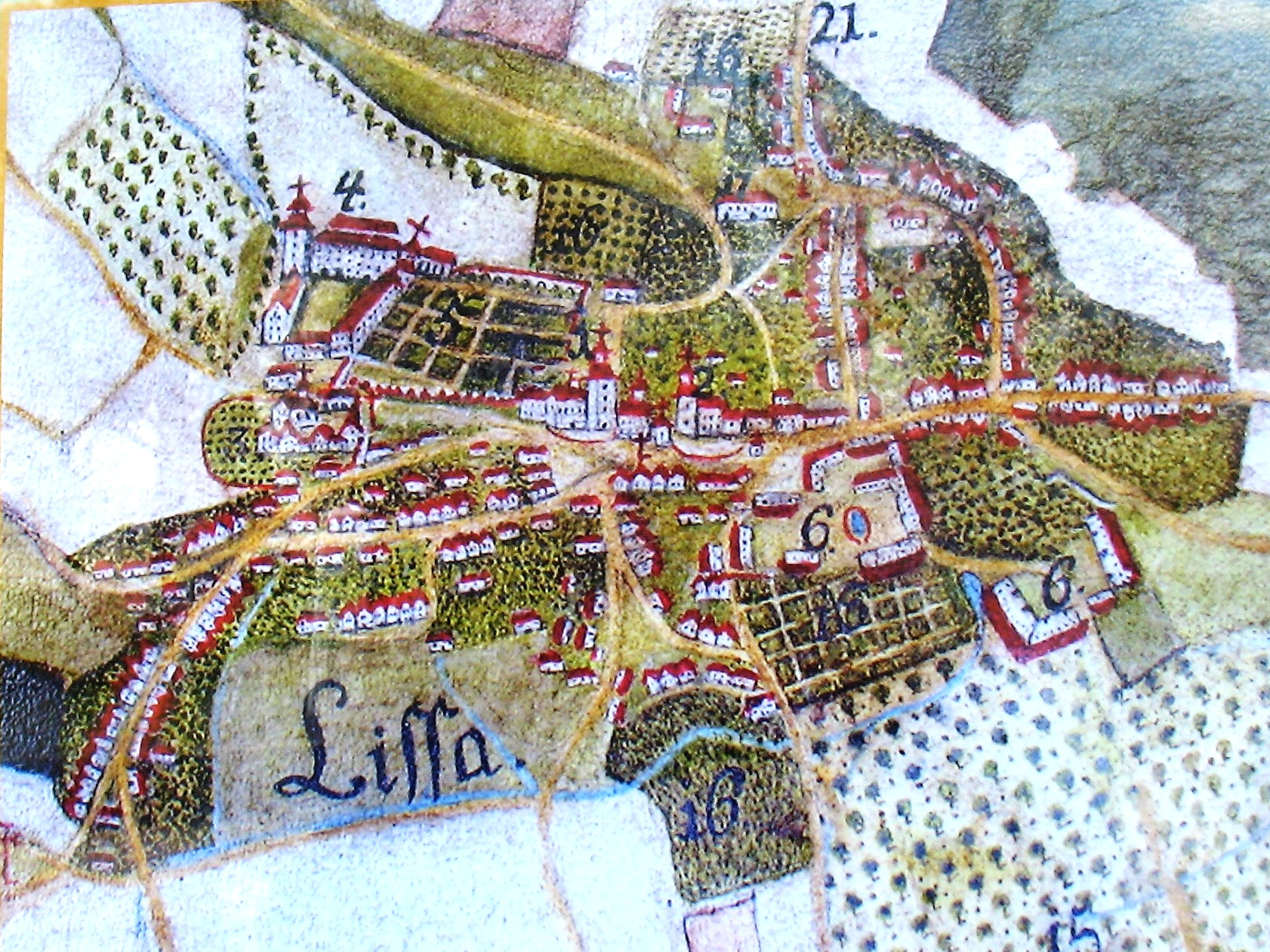
Lysá nad Labem se zámkem a klášterem na mapě z roku 1752

Roku 1355 věnovala manželka Karla IV. Anna lyskou faru klášteru Augustiniánů v Praze na Karlově. Augustiniáni následně v Lysé zřídili konvent s pěti řeholníky. Lysá se tehdy stala manským panstvím a byla propůjčována jako „výsluha“ šlechtickým rodům. Od roku 1398 držel Lysou královský hofmistr Petr z Vartemberka a Kosti. 

Za husitských válek město s hradem a augustiniánským klášterem značně utrpělo. Roku 1446 koupil Lysou Jan z Hradce a od něho kupuje Lysou v roce 1450 Jan Smiřický ze Smiřic. Po jeho popravě v roce 1453 přechází panství na jeho nezletilé syny Jindřicha a Václava respektive jejich poručníka Zdeňka ze Šternberka. Václav záhy zemřel a tak celý majetek Smiřických získal Jindřich. Jindřich zemřel v roce 1478 na hradě v Lysé. Pohřben byl v kryptě kostela svatého Jana Křtitele. Dědictvím Lysou získal jeho syn Albrecht, který nechal na přelomu 15. a 16. století hrad přestavět na zámek. Zemřel v roce 1505 a byl pohřben také v Lysé, stejně jako jeho starší bratr Jan, pražský purkrabí, který zemřel v roce 1506. Dědičkou Lysé se stala jejich matka Kateřina. Za jejího držení bylo panství Lysá v roce 1508 propuštěno z manství a zapsáno do zemských desk jako dědičné vlastnictví rodu. Na paměť této události má dnes Lysá erb Smiřických, šikmo kosený štít, zakomponován do svého znaku. Za Kateřiny Smiřické prožívá Lysá rozkvět, byla obnovena práva města i fary. Kateřina Smiřická zemřela v roce 1529 a byla pochována v Lysé v kryptě bývalého kostela svatého Jana Křtitele. V závěti bylo panství odkázáno Zdeňku Lvovi z Rožmitálu. Jeho rozmařilý život však způsobil, že musel Lysou v roce 1535 prodat. Novým majitelem se za 5000 kop grošů stal Jiří Bachtl z Pantenova. V roce 1548 koupil panství Lysá Ferdinand I. a připojil jej ke komornímu panství jako lovecké středisko. Nadějný rozvoj města, které obdrželo i královská privilegia, přerušila třicetiletá válka.

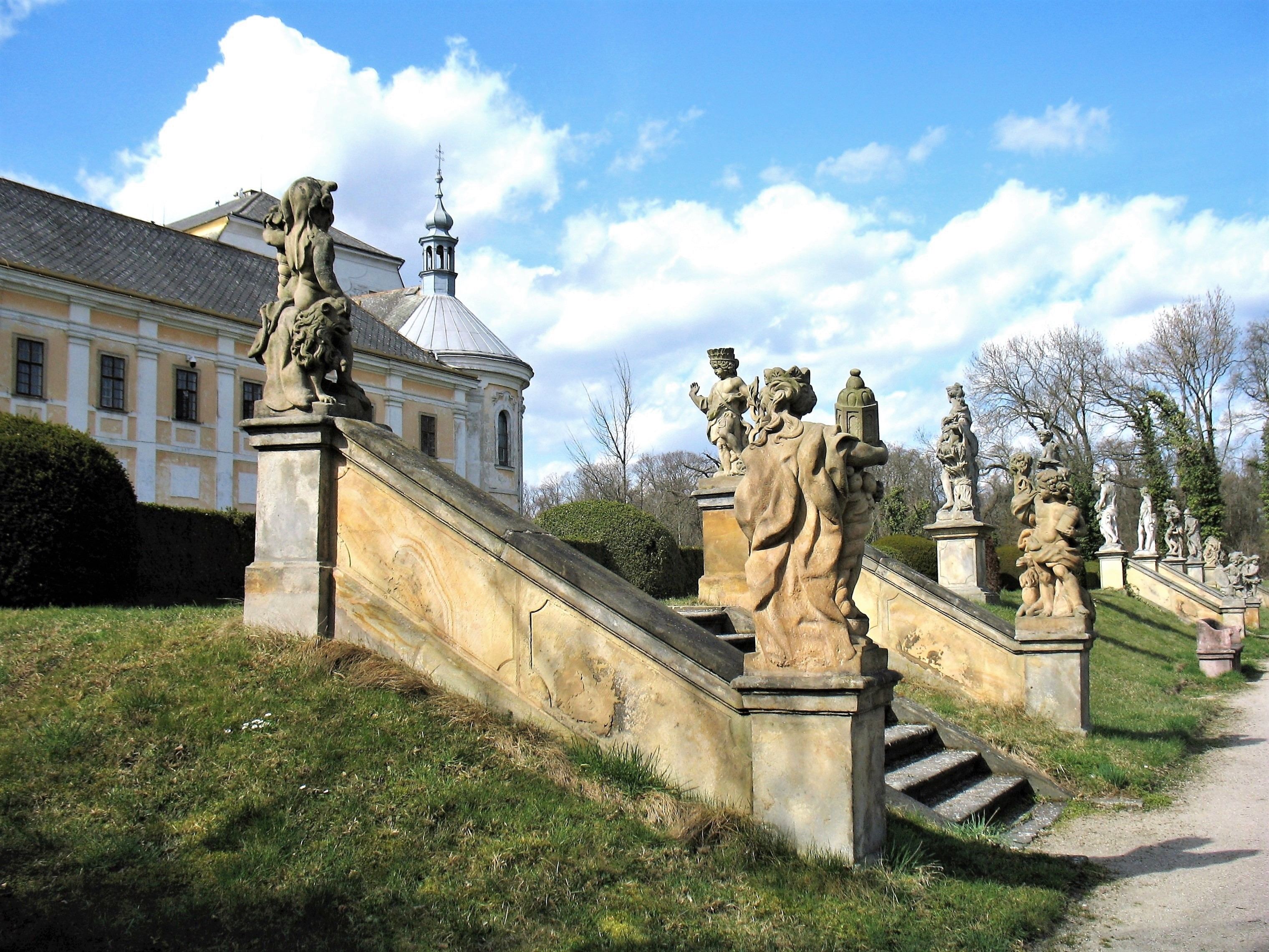
Sochy na terase u východního křídla zámku

Ozbrojená vzpoura, která ve městě a jeho okolí vypukla při násilném zavádění rekatolizace (1625) dokazuje, že zde byl do bitvy na Bílé Hoře hojně zastoupen evangelický živel. Ačkoli mnoho zastánců předbělohorských pořádků zapálilo před příchodem císařské armády (1628) své domy a uprchlo ze země, přesto byli tajní evangelíci v Lysé odhalováni až do vydání tolerančního patentu (1781). Bezprostřední reakcí na náboženskou toleranci byl vznik sboru Evangelické církve helvétského vyznání (tj. reformované – kalvínské) roku 1783. Ten zde existuje (od roku 1918 jako sbor Českobratrské církve evangelické) ve svých historických budovách dodnes. Jeho areál tvoří jednu z kulturních památek města. 

V roce 1638 je zmiňována v Lysé poštovní expedice. Po staré slezské silnici tehdy začalo fungovat spojení s Vratislaví. V roce 1647 Lysou získal císařský generál Jan Špork a tehdy započalo období nebývalého rozkvětu města i okolí. Po smrti zakladatele hraběcího rodu Šporků Jana Šporka se panství ujal jeho syn František Antonín Špork. Zámek v Lysé byl v barokní době několikrát přestavován. Nejpodstatnější změny provedl právě F. A. Špork v roce 1696, kdy byl obnoven augustiniánský klášter, zbudován nový farní kostel a kaple Tří králů. Šporkové, respektive později Sweerts-Šporkové, drželi panství Lysá nad Labem až do roku 1851, kdy jej prodali za 820 000 zlatých kněžně Štěpánce Rohanové.

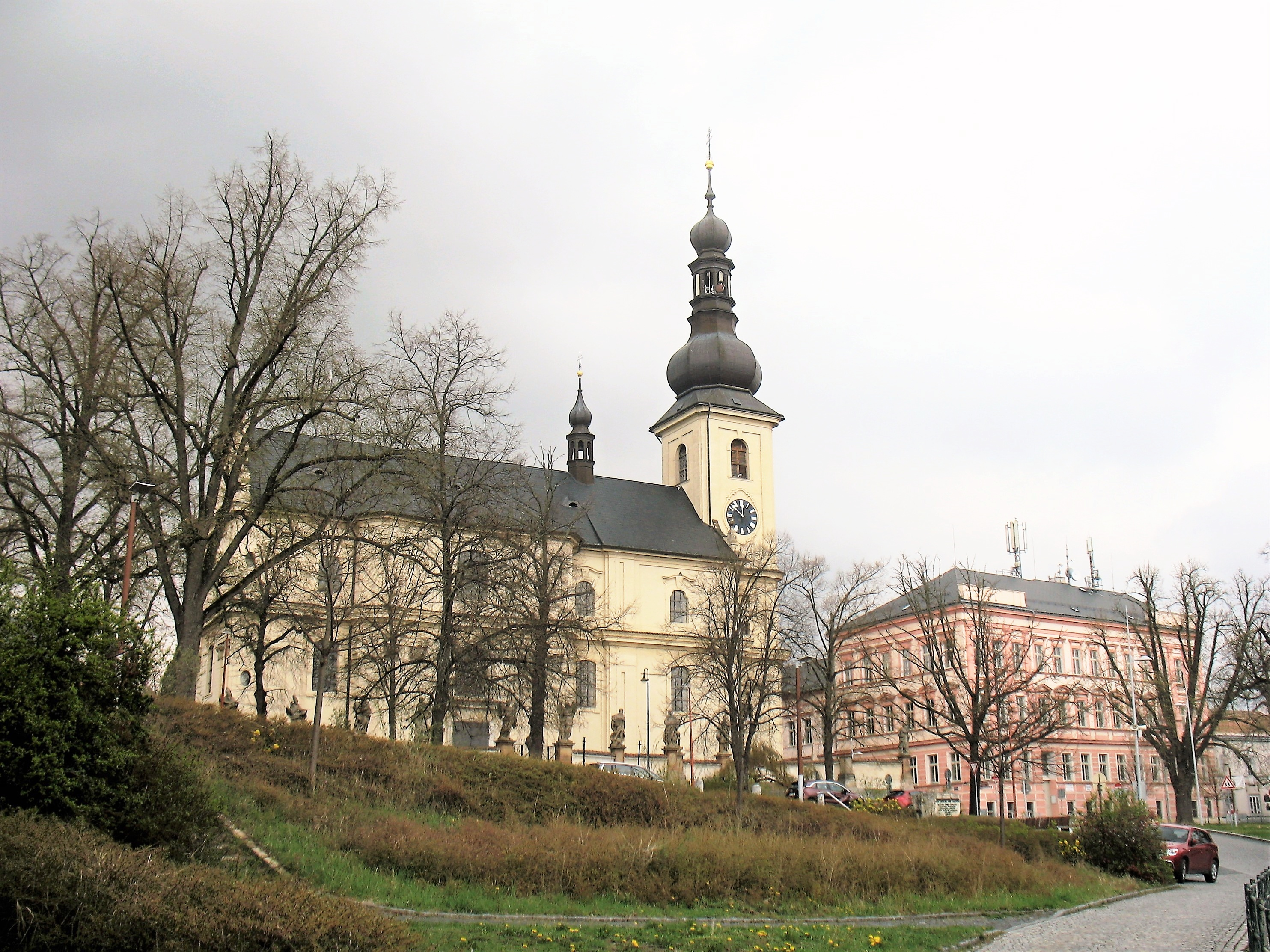
Kostel Narození svatého Jana Křtitele a základní škola Bedřicha Hrozného

V roce 1868 byla v Lysé založena tělocvičná jednota Sokol. Zakládajícími členy byli úředníci lyské Rolnické vzájemné pojišťovny založené princem Benjaminem z Rohanů. Z příspěvků příznivců nechala jednota vyšít prapor z těžkého hedvábí v národních barvách. Prapor byl na červené straně ozdoben vyšitým českým lvem a na straně bílé sokolem s rozepjatými perutěmi. Žerď praporu zdobilo 72 hřebů. Prapor byl slavnostně vysvěcen při velké slavnosti 2. června 1872 na náměstí u dnes již zbořeného farního kostela. Slavnosti se účastnilo 609 členů z dalších sokolských jednot s 27 prapory, dr. Miroslav Tyrš, Sokolská Kmochova kapela. Mši sloužil děkan P. Vojtěch Podobský. Řečníkem byl starosta Sokola a pozdější pražský primátor dr. Tomáš Černý. Matkou praporu se stala kněžna Štěpánka Rohanová a jeho kmotrami pí K. Tanglová, A. Bergová, E. Hanušová a C. Volmanová. Prvním praporečníkem byl Karel Pošva.
Dne 5. srpna 1873 vzplanul v Lysé požár, který zachvátil 51 stavení včetně stodol s právě sklizenou úrodou. Ve městě začala panovat nesmírná bída. V roce 1878 byl zbořen kostel svatého Jana Křtitele stojící na náměstí. Při demolici byly zničeny i náhrobky rodu Smiřických, jejichž rodinná hrobka byla v kryptě kostela.
Kněžna Štěpánka Rohanová žila hýřivým způsobem a tak panství postupně upadlo do dluhů ve výši 3 miliony zlatých.[zdroj?] Kněžna Štěpánka Rohanová byla nucena se vystěhovat ze zámku do podzámčí čp. 181, kde 28. září 1884 zemřela. Po její smrti bylo panství vydraženo a získal je Angličan William Andrews, který však vlivem nesprávné životosprávy zemřel 11. února 1886. Panství koupila od jeho manželky v roce 1889 Úvěrní banka, která je však již za rok prodala za 1 750 000 zl. Bedřichu svobodnému pánu Leitenbergovi. Po smrti jeho syna JUDr. Bedřicha Josefa Leitenbergera při automobilových závodech v Usingenu v Německu v roce 1904 bylo panství prodáno Rudolfu Ferdinandu Kinskému, který o něj měl zájem již po smrti Andrewsově.

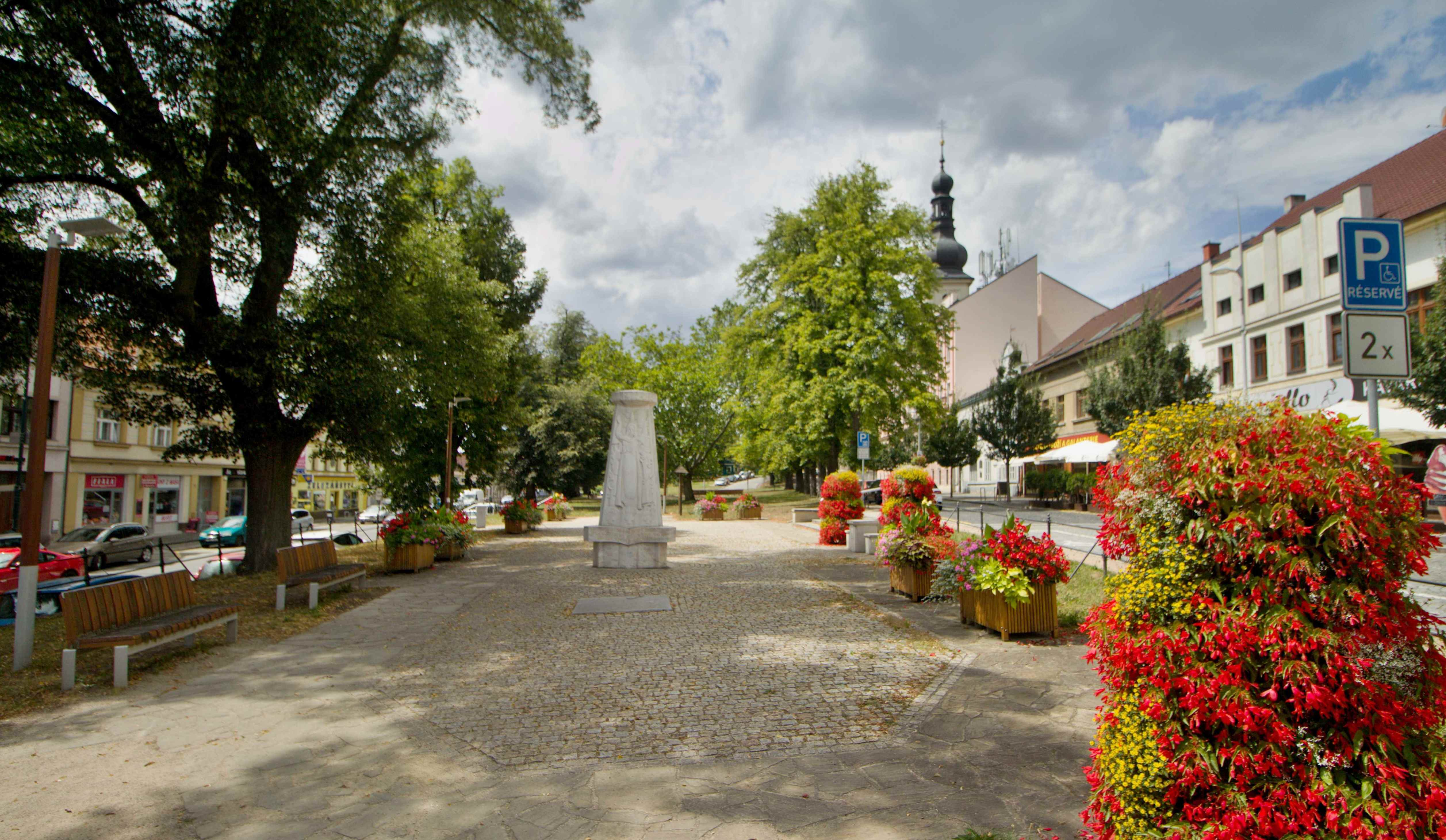
Náměstí Bedřicha Hrozného

V neděli 7. srpna 1910 po 5. hodině odpolední předváděl v Lysé na vojenském cvičišti (Rajčůru, dnes dostihové závodiště) veřejný vzlet aeroplánu první český aviatik Jan Kašpar.
Rudolf Ferdinand Kinský zemřel 13. března 1930 v Lysé nad Labem. Po jeho smrti se většina jeho rodiny odstěhovala do rakouského zámku Kremsegg v Kremsmünsteru, zakoupeném v roce 1929. Ze zámku v Lysé nad Labem byl převezen na 40 vagónech veškerý mobiliář a zámek byl následně v roce 1938 odprodán státu – Ministerstvu sociální péče. Zámek byl přeměněn na domov pro seniory a tomuto účelu slouží dodnes.
V Lysé nad Labem zůstala z Kinských pouze dcera Gabriela provdaná za Ericha Thurn-Taxise. Po prodeji zámku státu se přestěhovala do zahradního domku, který jako jediný z panství nebyl prodán. Jejich dcera Josefa se provdala za JUDr. Jiřího Bořka-Dohalského. Když byl Jiří Bořek-Dohalský v červenci 1950 zatčen StB a následně odsouzen v politickém procesu na 10 let, přestěhovala se Josefa s jejich čtyřmi syny k mamince do Lysé. Zde Josefa a Jiří v říjnu 1990 také zemřeli. V bývalém zahradním domku žil až do své smrti 12. listopadu 2017 jejich syn Antonín Bořek Dohalský.
Přesně rok o jeho pohřbu vznikl požár v konstrukci střechy domku. Díky rychlému zásahu hasičů, následné sbírce a obnově Ant. Bořek-Dohalským ml. byl dům opraven. Paradoxně nejvíc práce bylo pro pokrývače, kterým se musel vyučit v době komunistického režimu právě jeho otec.[zdroj?]
Ve městě Lysá nad Labem (6668 obyvatel) byly v roce 1932 evidovány tyto živnosti a obchody:
- Instituce a průmysl: poštovní úřad, telegrafní úřad, telefonní úřad, četnická stanice, sbor dobrovolných hasičů, katol. kostel, evang. kostel, synagoga, továrna na konservy, 2 továrny na nábytek železný, továrna na parkety, pivovar, továrna na pluhy, továrna na roury kameninové, továrna na stroje hospodářské, 2 mlýny, 4 cihelny, výroba čerpadel, 3 pily, výroba prádla.
- Živnosti (výběr): obchodní grémium, druhé živnostenské společenstvo obuvníků, kožišníků, ozdobníků atd., společenstvo hostinských, krejčí, pekařů, řezníků, stavebních živností, drůbežárna, družstvo pěstitelů raných zemáků a zeleniny, nakládání a vývoz okurek, velkoobchod s kyselým zelím, 7 zahradnictví, 3 kožišníci, 2 studnaři, 3 kamnáři, puškař, sochař kamene, soustružení dřeva, zednický mistr, 2 zeměvrtači.
- Služby obyvatelstvu (výběr): 3 lékaři, zvěrolékař, lékárna U bílého anděla, zubní ateliér, 2 advokáti, Občanská záložna v Lysé nad Labem, Obecní spořitelna v Lysé nad Labem, Okresní hospodářská záložna v Nových Benátkách, Živnostenská záložna v Lysé nad Labem, geometr, biograf Sokol, fotoateliér, 2 hudební školy, knihkupectví, 4 hodináři, 12 hostinců, 3 hotely (Modrá hvězda, U Města Prahy, U Nádraží), pensionát Domov sv. Antonína, Nádražní restaurace, 2 vinárny, nákladní autodoprava, 6 autodrožek.
- Obchody (výběr): 2 drogerie, fotopotřeby, 2 obchody s hračkami, 2 obchody s dobytkem, obchod s koňmi, obchod s klobouky, 2 velkoobchody s koloniálním zbožím, 4 konfekce, 4 obchody s motocykly, 3 obchody papírnické, 3 radiopřístroje a součástky, obchod s hospodářskými stroji, zasilatelství sukna, 3 obchody s velocipedy, 3 obchody železářské.

V obci Litol (1030 obyvatel, samostatná obec se později stala součástí Lysé nad Labem) byly v roce 1932 evidovány tyto živnosti a obchody: výroba cementového zboží, cukrovar, holič, 6 hostinců, kolář, kovář, továrna na školní nábytek, 2 obuvníci, pekař, 2 obchody s lahvovým pivem, 4 řezníci, slévárna železa, 7 obchodů se smíšeným zbožím, trafika, truhlář

### Období druhé světové války

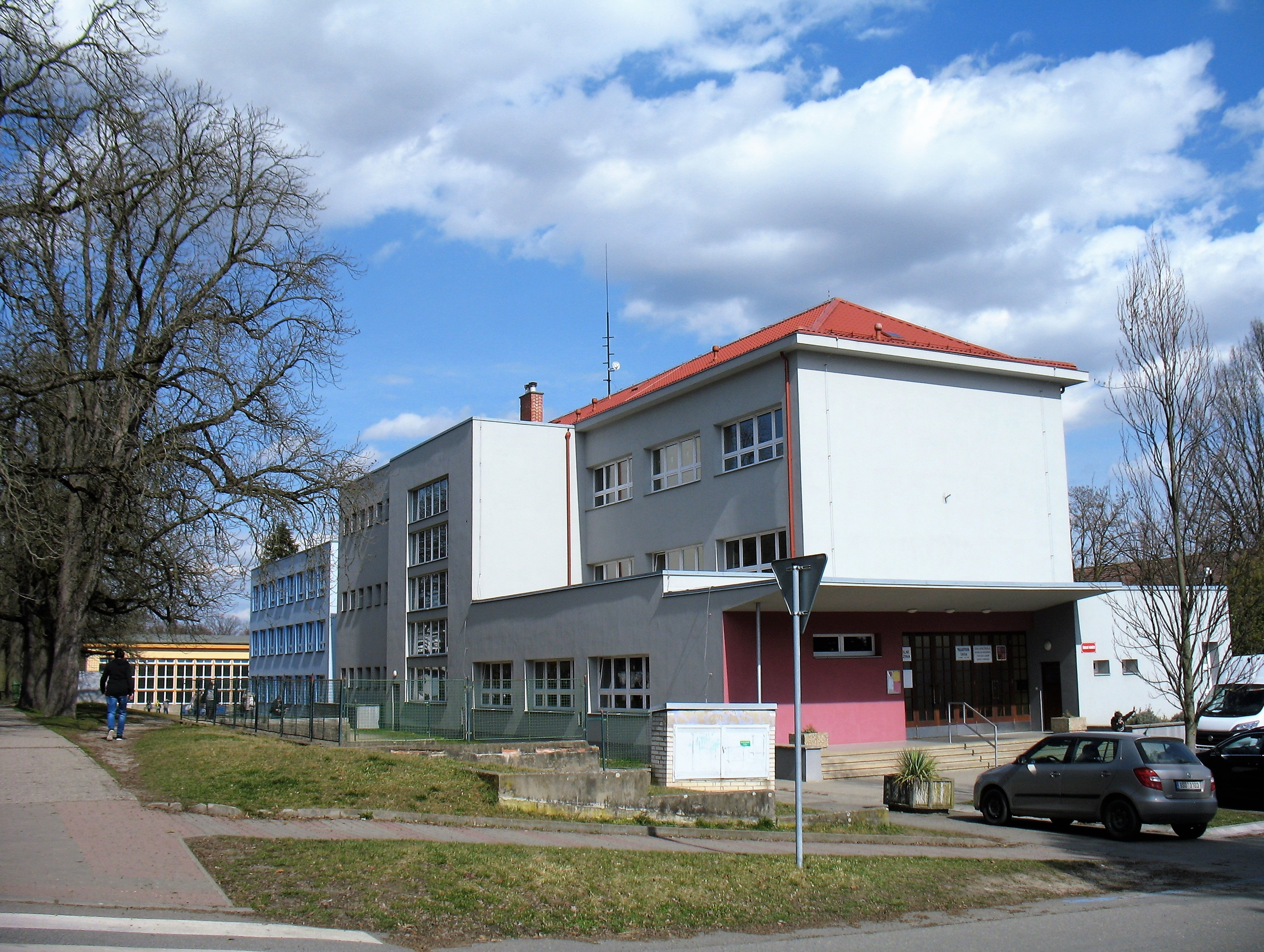
Budova Masarykovy školy z roku 1936 v Komenského ulici (1. stupeň Základní školy Bedřicha Hrozného)

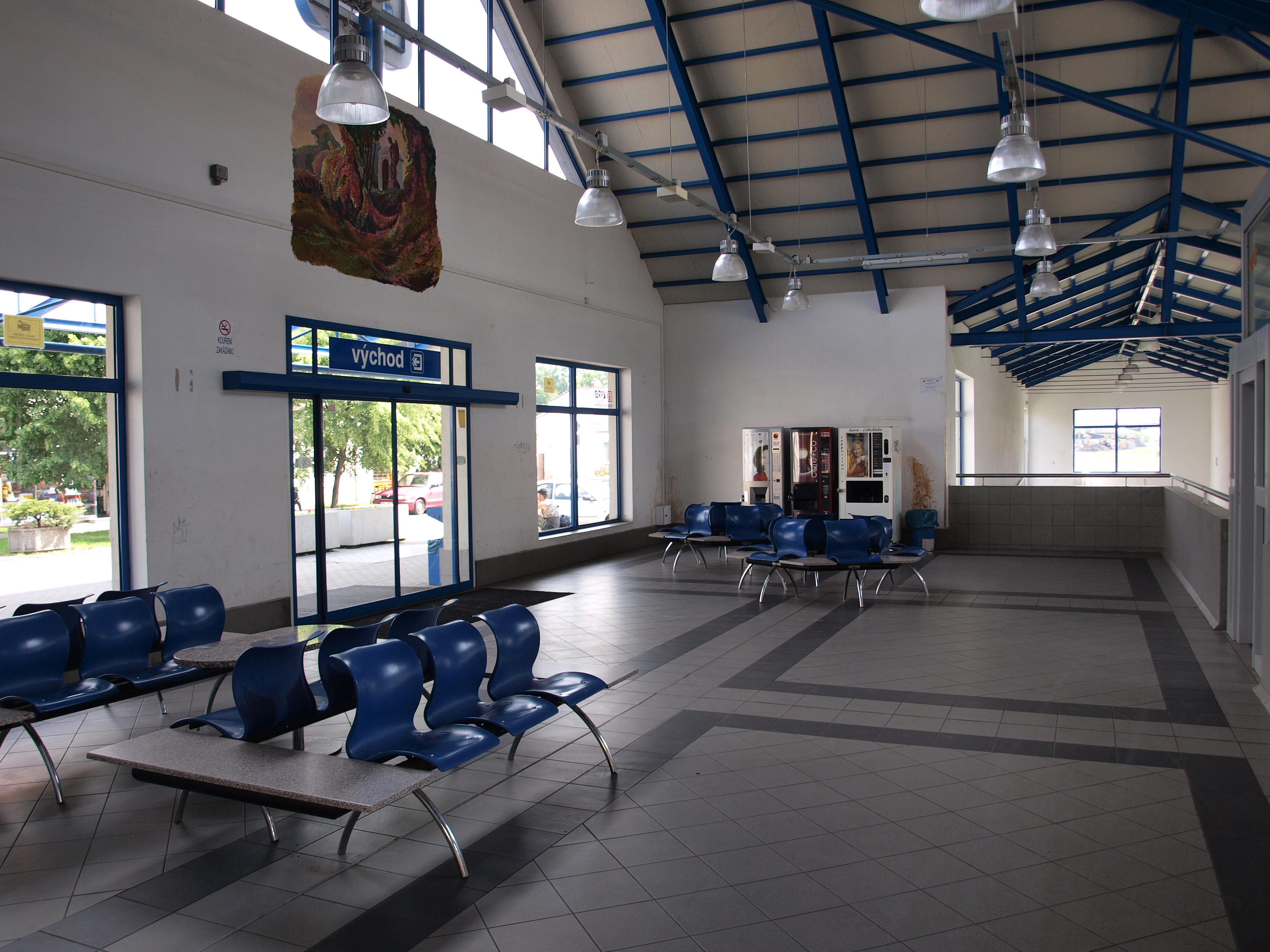
Interiér nové budovy železniční stanice Lysá nad Labem

Po roce 1935 vznikla v Lysé Národní garda č.183. Útvar měl asi 25 členů a scházel se v hostinci u Chloupků. Gardisté byli vybaveni uniformami barevně podobným četnickým. Výcvik útvaru probíhal pod vedením československé armády a její posádky v Milovicích, která do Lysé posílala své vojenské instruktory. V období mobilizace v roce 1938 byl útvar vybaven puškami z dob rakousko-uherské armády vzor Mannlicher. Úkolem Národní gardy v Lysé pak bylo provádět ostrahu důležitých objektů (např. zdymadel na Labi). Činnost garda ukončila po Mnichovské dohodě.
V letech 1940 až 1944 se v Lysé nad Labem razily protektorátní mince.
Jednou z nejaktivnějších odbojových skupin koncem války byla lyská podskupina partyzánské skupiny Podřipsko. Jejím vedoucím byl v Lysé nad Labem Josef Válek, technický úředník protipožárního sboru hlavního města Prahy. Pracovní zařazení mu umožňovalo styky s okresními a městskými veliteli požárních sborů, ale také se svými bývalými známými vojáky. Mezi ně patřil např. Rudolf Žitný, praporčík československé armády a zaměstnanec městského úřadu v Lysé nad Labem, Karel Lufta, bývalý správce budov vojenského tábora v Milovicích a zejména pak hasič Josef Havlín, velitel protipožárního sboru města Lysá nad Labem. Pro odbojovou činnost získali dále Antonína Cuce z Milovic, který pracoval jako pomocný dělník vojenské správy, a Stanislava Březinu z Prahy. Další spolupracovníci skupiny prováděli např. odposlechy vojenských hovorů na ústředně v Lysé nad Labem. Když byl R. Žitný pronásledován pražským gestapem, "schovali" jej přímo ve vojenském výcvikovém prostoru Milovice jako kuchaře-číšníka. Podle předem připraveného plánu 9. března 1943 podpálila skupina sklad munice a válečného materiálu u Benátecké Vrutice. Sklad byl zcela zničen – hasiči z Lysé nad Labem pod vedením J. Havlína nedorazili z důvodu údajného selhání techniky včas. Obdobná situace se opakovala i za rok. Dne 26. dubna 1944 využili členové skupiny krátkodobého opuštění některých objektů v milovickém výcvikovém prostoru k založení dalšího požár. Vyhořel i sklad u Benátské Vrutice s velkým množstvím válečného materiálu. Hasiči z Lysé dorazili opět pozdě. V říjnu 1944 zase podminovali pod Šibákem železniční trať Lysá nad Labem – Milovice, čímž způsobili vykolejení vojenského transportu s tanky určenými pro nasazení do bojů na frontě. Trať byla neprůjezdná ještě několik dní po sabotáži.

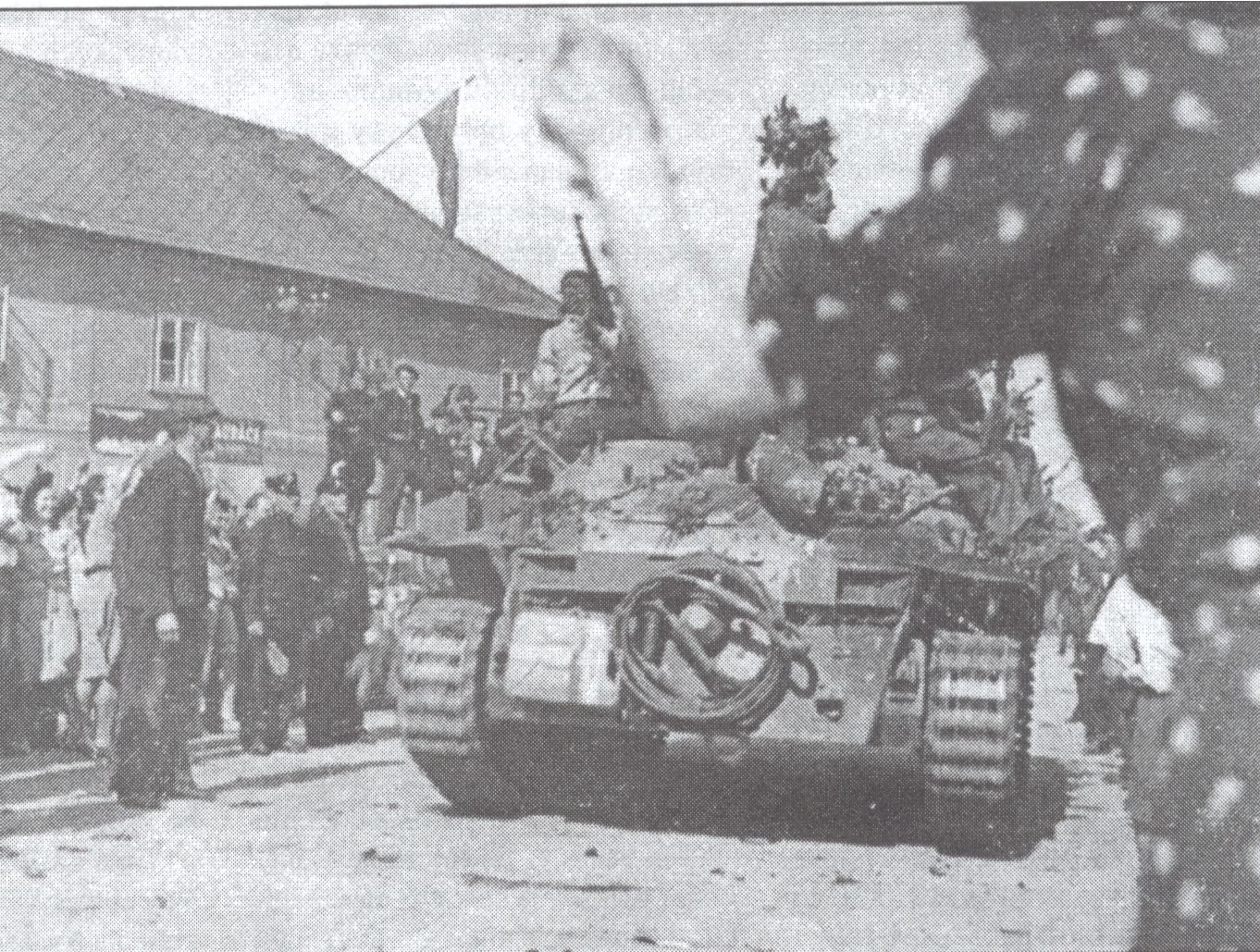
Lysá nad Labem příjezd Rudé armády

V roce 1945 došlo v Lysé nad Labem k sabotážní akci, která se stala základem pro novelu Bohumila Hrabala Ostře sledované vlaky. Dne 2. března 1945 vložili odbojáři ve spolupráci s železničáři do muničního vlaku na nádraží v Lysé nad Labem trhaviny s časovým spínačem, který byl nastaven na čtvrt hodiny. Vlak se třiceti vagóny byl plně naložen pěchotní a dělostřeleckou municí a leteckými motory. Ten den vyrazil z Prahy-Vysočan a měl namířeno do Brna, kde se soustřeďovaly německé jednotky k obraně moravské metropole. Letecké motory byly asi určené do podzemní továrny Diana u Tišnova, kde se montovaly nové typy Messerschmittů Bf-109G-10/U4. (Za první čtyři měsíce roku 1945 zkompletovali dělníci v této továrně kolem čtyř set letounů tohoto typu, z nichž většina ještě zasáhla do bojů.) Nálože vybuchly na trati v blízkosti zastávky Stratov. Ohromný výbuch a nesčetné množství dalších malých explozí ozářilo oblohu, aby jí zanedlouho zakryl hustý mrak dýmu. Všichni okolní hasiči okamžitě přispěchali na místo, ale nebylo vlastně možné pro stálé exploze a výbuchy účinně zasáhnout. Po válce velitel lyských hasičů a zároveň jeden z aktérů útoku Josef Havlín tvrdil, že odjezd jemu podřízených hasičů záměrně protahoval, aby se na místo dostavili co nejpozději. Je s podivem, že ohromnou explozi přežil strojvedoucí i topič parní lokomotivy, neboť oheň zachvátil a zničil 28 vagónů a pouze dva vozy s lokomotivou se podařilo vypřáhnout a odvézt do Kostomlat nad Labem. Po následující dva dny byl provoz omezen na jedinou kolej. Němci pochopitelně zuřili a dokonce se zamýšleli nad tím, jakou formu odvety zvolit, ovšem až do konce 2. světové války si nebyli jistí, zda skutečně šlo o sabotáž nebo o technickou závadu. Nakonec proto k překvapení všech od odvetných opatření ustoupili a vedli událost jako nehodu. Ostatně, i oni již tušili, že konec války se blíží. Pouze vojáci milovického Sprengkomando a trestné roty měli na několik dní o zábavu postaráno.[zdroj?]
Na jaře 1945 byla v Milovicích ještě silná německá vojenská posádka. Docházelo zde k seskupování útvarů zničených na východní frontě. I s posádkou v Lysé se jednalo odhadem o deset tisíc mužů včetně tankových oddílů a obrněných vlaků. 3. května 1945 byly v noci ve městě a na nádraží přemalovány německé nápisy. 4. května 1945 protektorátní vláda zrušila nařízení týkající se dvojjazyčného úřadování, dvojjazyčných nápisů a zákazu vyvěšování československých vlajek. Byl vydán pokyn, aby se na úředních budovách vyvěsily vlajky a úřadovalo se jen v českém jazyce. Československé vlajky byly ten den vyvěšeny i v Lysé. Město však bylo záhy obsazeno německou posádkou z Milovic a do 19 hodin bylo nařízeno stáhnout československé vlajky a obnovit německé nápisy. Po klidné noci se Němci opět stáhli do Milovic. 5. května přijel poslední vlak z Prahy v 11:20. Měl dvě hodiny zpoždění, protože na Vysočanech byli zastřeleni dva čeští železničáři za odstraňování německých nápisů. V Praze vypuklo povstání. V Lysé byl ustanoven ilegální Národní výbor, protože velitel německé posádky v Milovicích generál Rödiger vyhrožoval, že bude-li Národní výbor ustanoven, nechá jej postřílet. Lyský výbor dostal z Prahy rozkaz mařit nástupovou cestu milovické německé posádky na Prahu a za žádnou cenu nedovolit přesun německého vojska z Milovic do Prahy po železnici. Pancéřový vlak vypravený z Milovic byl zastaven na hradle Káraný. Zde dvě hodiny stál a byl poslán zpět do Lysé. V neděli 6. května v 5 hodin ráno vyrazila z Milovic část posádky o síle 60 tanků, 100 motorových vozidel, řadou motocyklů a kol na Prahu. Do cesty jim však byly stavěny barikády a tak se Němci dostali jen do Horních Počernic. Zde se po vyhlášení všeobecné kapitulace německých vojsk 8. května 1945 vzdali. Zbytek posádky v Milovicích o síle asi pět tisíc mužů se po kapitulaci rozprchl. Za velkého nadšení obyvatel přijela do Lysé 10. května 1945 Rudá armáda. V následujících dnech bylo v okolí zatčeno asi 70 osob české a německé národnosti a zajištěn jejich majetek. U Dvorců vznikl internační tábor.[zdroj?]

## Současnost
Roku 1950 byla k obci Lysá nad Labem připojena obec Litol, dalšími částmi města jsou kromě vlastní Lysé nad Labem vesnice Byšičky a Dvorce.
Rozvoj města byl patrný hlavně od druhé poloviny 19. století do začátku druhé světové války. V současnosti je Lysá známa především díky svému výstavišti, které pořádá během roku mnoho tematických výstav a sjíždějí se na něj lidé z celé republiky. Mnoho návštěvníků chodí také na místní dostihové závodiště. Lysá se stala také poměrně významným železničním dopravním uzlem se zrekonstruovaným nádražím.
Lysá nad Labem je společně s Jiřicemi, Ostrou, Přerovem nad Labem, Semicemi, Starou Lysou, Starým Vestcem a Stratovem členem dobrovolného sdružení obcí Mikroregion Polabí.

## Obyvatelstvo
| Rok            | 1869  | 1880  | 1890  | 1900  | 1910  | 1921  | 1930  | 1950  | 1961  | 1970  | 1980  | 1991  | 2001  | 2011  | 2021  |
| -------------- | ----- | ----- | ----- | ----- | ----- | ----- | ----- | ----- | ----- | ----- | ----- | ----- | ----- | ----- | ----- |
| Počet obyvatel | 4 177 | 4 749 | 4 663 | 4 943 | 5 376 | 5 977 | 7 863 | 7 907 | 8 902 | 9 811 | 9 113 | 8 450 | 8 208 | 8 803 | 9 859 |
| Počet domů     | 598   | 668   | 705   | 771   | 950   | 1 023 | 1 571 | 1 963 | 1 954 | 1 983 | 1 913 | 2 155 | 2 201 | 2 396 | 2 593 |

## Městská správa

### Vývoj územněsprávního začlenění po roce 1850
Dějiny územněsprávního začleňování zahrnují období od roku 1850. V chronologickém přehledu je uvedena územně administrativní příslušnost obce v roce, kdy ke změně došlo:
- 1850 země česká, kraj Jičín, politický okres Nymburk, soudní okres Nové Benátky[16]
- 1855 země česká, kraj Mladá Boleslav, soudní okres Nové Benátky
- 1868 země česká, politický okres Mladá Boleslav, soudní okres Nové Benátky
- 1937 země česká, politický okres Mladá Boleslav expozitura Nové Benátky, soudní okres Nové Benátky[17]
- 1939 země česká, Oberlandrat Jičín, politický okres Mladá Boleslav expozitura Nové Benátky, soudní okres Nové Benátky[18]
- 1942 země česká, Oberlandrat Praha, politický okres Brandýs nad Labem, soudní okres Nové Benátky[19]
- 1945 země česká, správní okres Mladá Boleslav, soudní okres Benátky nad Jizerou[20]
- 1949 Pražský kraj, okres Nymburk[21]
- 1960 Středočeský kraj, okres Nymburk
- 2003 Středočeský kraj, okres Nymburk, obec s rozšířenou působností Lysá nad Labem

### Části města
Město se dělí na části, z nichž vlastní Lysá nad Labem a Litol mají svůj katastr a Dvorce a Byšičky leží v katastru Lysá nad Labem. Části se dále dělí na základní sídelní jednotky. Základní sídelní jednotky Na Kačíně a U dvorecké silnice jsou součástí dvou částí obce:
| část obce      | katastr        | základní sídelní jednotky |
| -------------- | -------------- | --- |
| Lysá nad Labem | Lysá nad Labem | Doubrava, Hrabanov, Litol-sever, Lysá nad Labem-u zámku, Na Kačíně, Nádraží, Pod Homolkou, Sídliště, Střed, U dvorecké silnice, U hřbitova, Za nádražím, Zbudov |
| Byšičky        | Byšičky        | Byšičky, Karlov, Na Kačíně |
| Dvorce         | Dvorce         | Dvorce, Pařeziny, U dvorecké silnice |
| Litol          | Litol          | Litol, U Labe |

### Městské symboly
Znak města je historický, vlajka byla městu udělena rozhodnutím předsedy Poslanecké sněmovny Parlamentu České republiky dne 12. května 1997.

## Seznam vedení města
- 1849–1850: Antonín Berger
- 1850–1860: Josef Heide
- 1861–1868: František Bürgermeister
- 1864–1868: František Tangl
- 1868–1871: Josef Šulc
- 1871: Václav Berger
- 1871–1878: František Tangl
- 1878–1882: Jan Straka
- 1882–1896: Karel Velach
- 1896–1900: Václav Kottek
- 1900–1907: Karel Pošva
- 1907: Antonín Kaplan
- 1907–1915: Karel Velach
- 1915–1917: František Tichý
- 1917–1918: Jan Slunečko
- 1919–1923: Bohumil Zeman (ČsND)
- 1923–1930: Josef Vodňanský (RSZML)
- 1930–1932: František Tichý (ČsND)
- 1932–1941: Václav Hradecký (ČŽOSS)
- 1942–1945: František Tichý (NS)
- 1945: Alois Prudič
- 1945–1947: Antonín Lerch (KSČ)
- 1947–1950: Vladimír Sandholz (KSČ)
- 1950–1970: Josef Novotný (KSČ)
- 1970–1976: Václav Malát (KSČ)
- 1976–1978: Karel Burda (KSČ)
- 1978–1981: Josef Pokorný (KSČ)
- 1981: Jiří Franc
- 1981–1986: Jaroslav Hanke (KSČ)
- 1986–1990: Josef Dvořáček (KSČ)
- 1990–1994: Jana Kulichová
- 1994–1996: Tomáš Sedláček (KDU-ČSL)
- 1996: Petr Kopecký (ODS)
- 1996–1998: Tomáš Sedláček (KDU-ČSL)
- 1998–2001: Hynek Fajmon (ODS)
- 2001–2006: Václav Houštěcký
- 2006–2016: Jiří Havelka (ODS)
- 2016–2022: Karel Otava (ČSSD)
- od 2022: Karel Marek (ODS)

## Doprava

### Dopravní síť
Pozemní komunikace – Městem procházejí silnice II/272 Český Brod - Lysá nad Labem - Benátky nad Jizerou, silnice II/331 Poděbrady - Nymburk - Lysá nad Labem - Stará Boleslav a silnice II/332 Lysá nad Labem - Milovice - Krchleby.

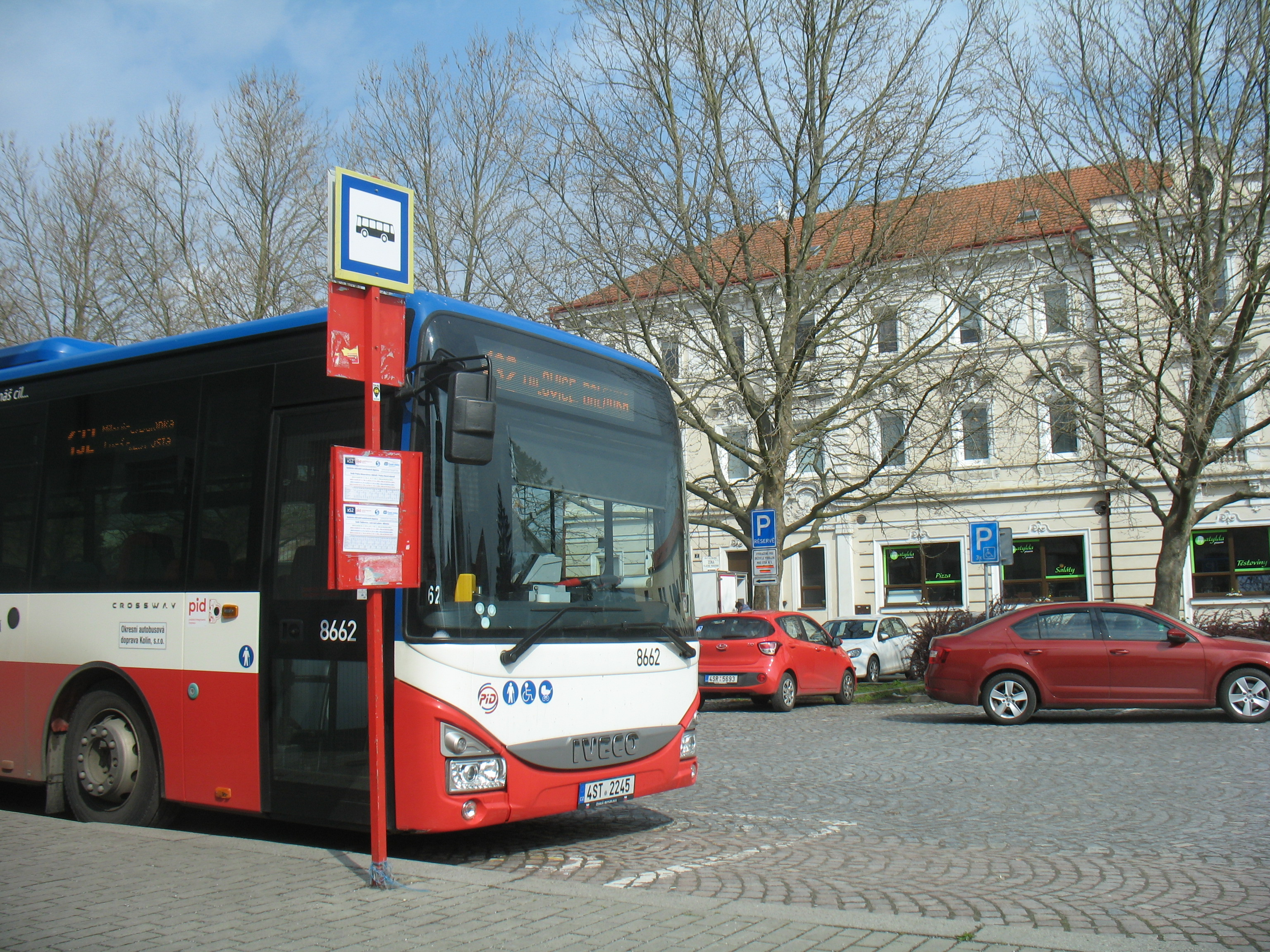
Zastávka autobusů u nádraží v Lysé nad Labem

- Železnice – Město protíná železniční trať Praha – Lysá nad Labem – Kolín. Je to dvoukolejná elektrizovaná celostátní trať zařazená do evropského železničního systému, doprava mezi Nymburkem a Prahou byla zahájena roku 1873. V městě začíná železniční železniční trať Lysá nad Labem – Ústí nad Labem. Je to dvoukolejná elektrizovaná celostátní trať zařazená do evropského železničního systému, doprava byla zahájena roku 1874. Z města vychází železniční trať Lysá nad Labem – Milovice. Je to jednokolejná elektrizovaná regionální trať, jako veřejná slouží od roku 1923. V letech cca 1970 až 1989, v letech využívání Milovic Střední skupinou sovětských vojsk, odsud vyjížděly soupravy sovětských vagonů, které (po nezbytné výměně podvozků na východních hranicích ČSSR) dojížděly až do Moskvy. Trať do Milovic byla v rámci elektrizace i stavebně posílena - to souvisí s prudkým navýšením počtu obyvatel Milovic a zajíždění vlaků tvořených elektrickými jednotkami 471 z Prahy až na milovické nádraží. Všechny tratě se stýkají v odbočné železniční stanici Lysá nad Labem. Na trati do Ústí nad Labem leží ještě železniční zastávka Lysá nad Labem-Dvorce, na území města je pak na trati směrem na Prahu ještě odbočka Káraný.

- V roce 2019 byl otevřen nový nadjezd přes koleje, který vznikl v místě původního z roku 1973. Ten již technicky nevyhovoval.

### Veřejná doprava 2011
- Autobusová doprava – V městě měly zastávky autobusové linky jedoucí např. do těchto cílů: Benátky nad Jizerou, Český Brod, Milovice, Mladá Boleslav, Nymburk, Praha.
- Železniční doprava – Město obsluhují v rámci pražského systému Esko linky S2 Praha - Lysá nad Labem - Kolín a S20 Praha - Lysá nad Labem - Milovice.

## Sport
Sportovní aktivity začínají se založením tělocvičné organizace Sokol v Lysé v roce 1868. Sokol v Lysé funguje (s velkou přestávkou v letech 1950–1990) dodnes a je zde tak nejstarší sportovní organizací. Po založení Sokola v Lysé se cvičilo na hrazdě, bradlech a koni v hostinci „U města Prahy“. Po požáru města v roce 1873 byly utlumeny i sportovní aktivity. K velkému rozvoji došlo až po první světové válce. Lyský Sokol se zasloužil o zřízení poboček v okolních obcích, v Semicích, Přerově, Stratově, Litovli, Lojovicích, Benátecké Vrutici, Ostré a Staré Lysé. V roce 1920 byl zakoupen od hraběte Kinského hotel U města Prahy. Jeho sál byl rozšířen a v něm zřízen biograf. Provozem biografu získávala jednota peníze na svou činnost. V roce 1925 byla vedle biografu, na místě letního cvičiště, schválena stavba tělocvičny. Stavba byla dokončena už v prosinci a 2. února 1926 slavnostně otevřena. V roce 1941 byl Sokol zakázán jako organizace nepřátelská k Říši a rozpuštěn. Po osvobození v roce 1945 sloužila sokolovna jako pekárna Rudé armády a byla tak po odchodu armády značně zdevastovaná. 
Dne 15. září 1948 se konala mimořádná schůze výboru Jednoty, na které byl Sokol obviněn členy místního akčního výboru, že se jako organizace neosvědčil v novém politickém zřízení. Následovalo opět zastavení činnosti Sokola - paradoxně to však nebyl zákaz. Na základě obvinění z nedostatku respektování nového politického systému představitelem Akčního výboru KSČ byla starostou Sokola Bohumilem Pařízkem pozastavena činnost výboru a tím i celého Sokola. Pozastavení trvalo až do roku 1990, kdy byla činnost Sokola v Lysé obnovena. Z peněz získaných prodejem kina městu a za pomoci státní dotace byla sokolovna v roce 2012 zrekonstruována a 19. ledna 2013 slavnostně znovuotevřena.
Historie organizované kopané spadá do roku 1913, kdy byl založen první fotbalový klub SK Lysá. Tento sport přinesli do Lysé studenti z Prahy. Světová válka přinesla útlum i tohoto sportu a tak k jeho rozvoji dochází opět až ve 20. letech 20. století. Byly zakládány i další kluby. SK Lysá hrála po dvě sezóny i druhou nejvyšší soutěž – středočeskou divizi. Původně se hrálo na hřišti „Na písku“, které sloužilo také jako cvičiště vojenské posádky. V roce 1923 bylo vystavěno nové hřiště v místě dnešního sídliště. Padesátá léta 20. století přinesla i reorganizaci sportovních klubů v Lysé. V roce 1956 vznikl TJ Spartak Lysá. V roce 1959 byla dokončena výstavba nového stadionu. Na tradici lyské kopané dnes navazuje SK Slovan Lysá, který má v držení tři fotbalová hřiště, z toho jedno s umělým trávníkem.
V Lysé se hrával i hokej. Nejprve na Písku v místě dnešní školy. Kluziště včetně dřevěné boudy jako převlékárny zde postavili Skauti. Na tyto aktivity navázali Sokolové. Jejich kluziště bylo v místě sokolského letního cvičiště, dnes parku u Bílé labutě. Kluziště a hraní hokeje bylo provozováno i v místech bývalého pionýrského areálu v Čechově ulici.
Na letním cvičišti se provozovala i lehká atletika. Byla zde běžecká dráha dlouhá 200 metrů, doskočiště do dálky i do výšky, prostor pro vrhačské disciplíny. Sokolská lehká atletika skončila se zákazem Sokola nacisty a již nebyla obnovena.
Velkou sportovní sokolskou událostí bylo pořádání sokolského sletu Barákovy župy 6. června 1948. Do Lysé se sjelo odhadem na 20 000 cvičenců. Byla to ale poslední velká akce Sokola, krátce poté byl celostátně zrušen. O sletu existuje dokumentární 16mm film, který byl po rekonstrukci a doplnění zvuku (původně byl němý) uveden na programu ČT SPORT. Jeho obnovená premiéra se uskutečnila v červnu 2023 - po 75 letech od konání sletu kině v Lysé nad Labem. Souběžně probíhala výstava historických fotografií s uvedením mnohdy netušených faktů.
Od roku 1938 se v Lysé hrály v restauraci „U krále Václava“ také kuželky. Kuželna se několikrát přestavovala. Její konec přinesla až privatizace v devadesátých letech 20. století, kdy nový majitel kuželník zrušil.
Na kopci Šibák za městem byla cca v roce 1949 zřízena sportovní střelnice, pravděpodobně rozšířením střelnice, zřízené v době II. světové války. Nové prvky prostor předurčily pro brokovou střelbu (holubi), běžící teč a kulovou střelbu. V roce 1968 byla střelnice zabrána v rámci okupace polskou armádou a o jejím dalším používání nejsou záznamy.
Těžbou písku zařízení zaniklo zařízení pro metání holubů, soudcovská věž i „běžící terč“. Zachoval se jen bunkr pro vysouvací terče na kulovou střelbu. 
Počátkem 21. století nejprve na černo postavena freeride trať pro horská kola. Součástí areálu je stále ten původní bunkr, jen byly zabetonovány stropní otvory pro vysouvání terčů.
Město reprezentuje také šachový oddíl ŠK Joly Lysá nad Labem. Jeho družstva ŠK Výstaviště Lysá nad Labem a ŠK města Lysá nad Labem působí v nejvyšší šachové soutěži družstev, v České šachové extralize. ŠK Výstaviště v soutěži nastupuje od roku 2010. Družstvu pojmenovanému ŠK města Lysá nad Labem  se podařilo postoupit do extraligy v sezóně 2014/2015.

## Kultura

### Pamětihodnosti
Zámecký areál:
- Zámek Lysá
- Zámecký park
- Bývalý klášter bosých augustiniánů sv. Jana Nepomuckého

Kostely, modlitebny a kaple:
- Na zámku Lysá
  - Kaple svatých Tří králů

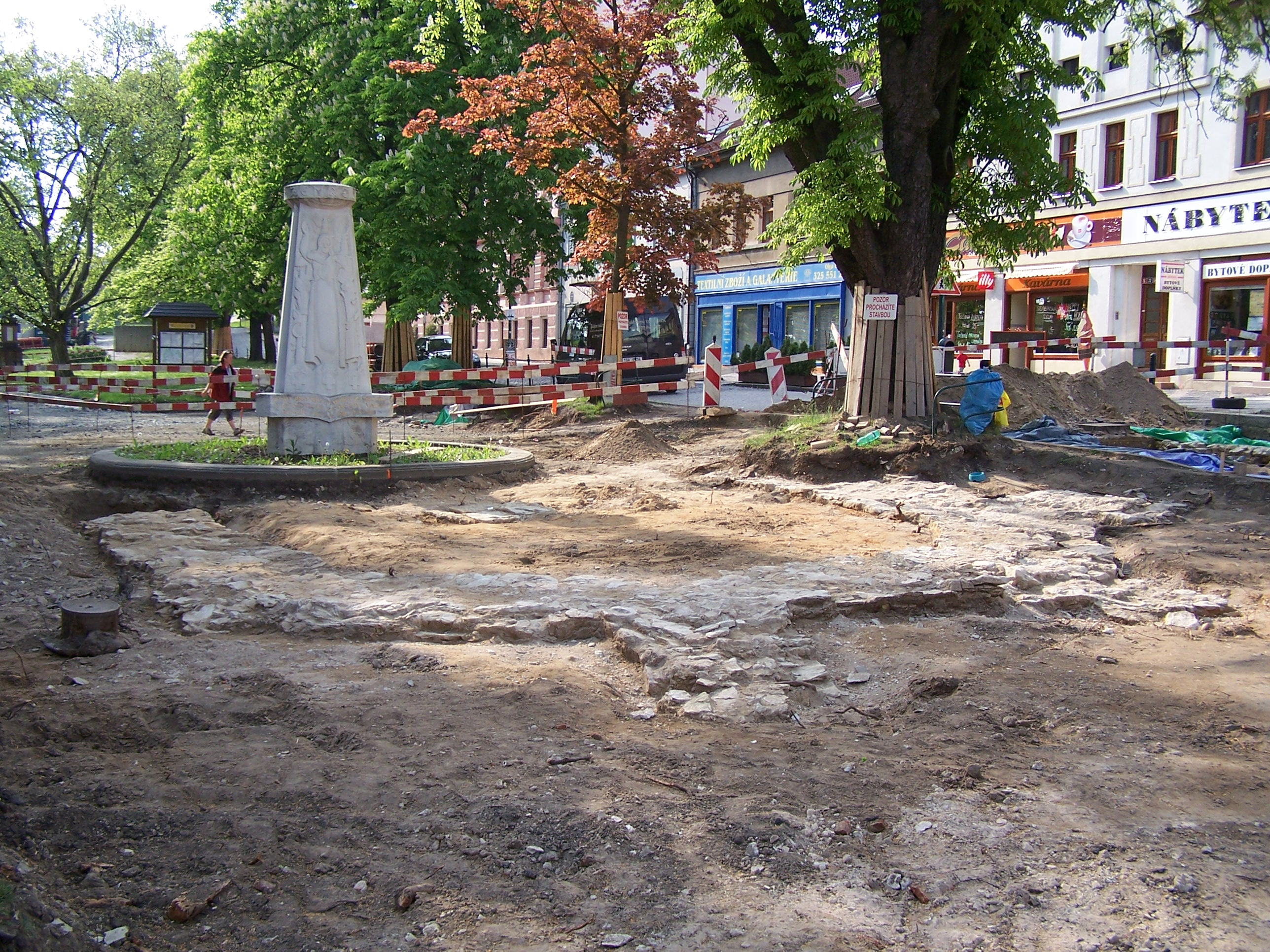
Základy zaniklého kostela sv. Jana Křtitele na náměstí Bedřicha Hrozného (stav v roce 2011)

- Kostel  Narození svatého Jana Křtitele s farou čp. 7
- Sbor evangelický s farou čp. 442
- Při klášteře bosých augustiniánů svatého Jana Nepomuckého
  - Zbořený kostel Narození Panny Marie a svatého Jana Nepomuckého
- Na náměstí Bedřicha Hrozného
  - Zbořený farní kostel svatého Jana Křtitele
- Kaple Církve československé husitské (CČSH)
- Kaple Panny Marie (Litol)
- Kaplička Panny Marie
- Zaniklá synagoga

Měšťanské domy a vily:
- Beniesova vila
- Měšťanský dům čp. 319
- Měšťanský dům čp. 177

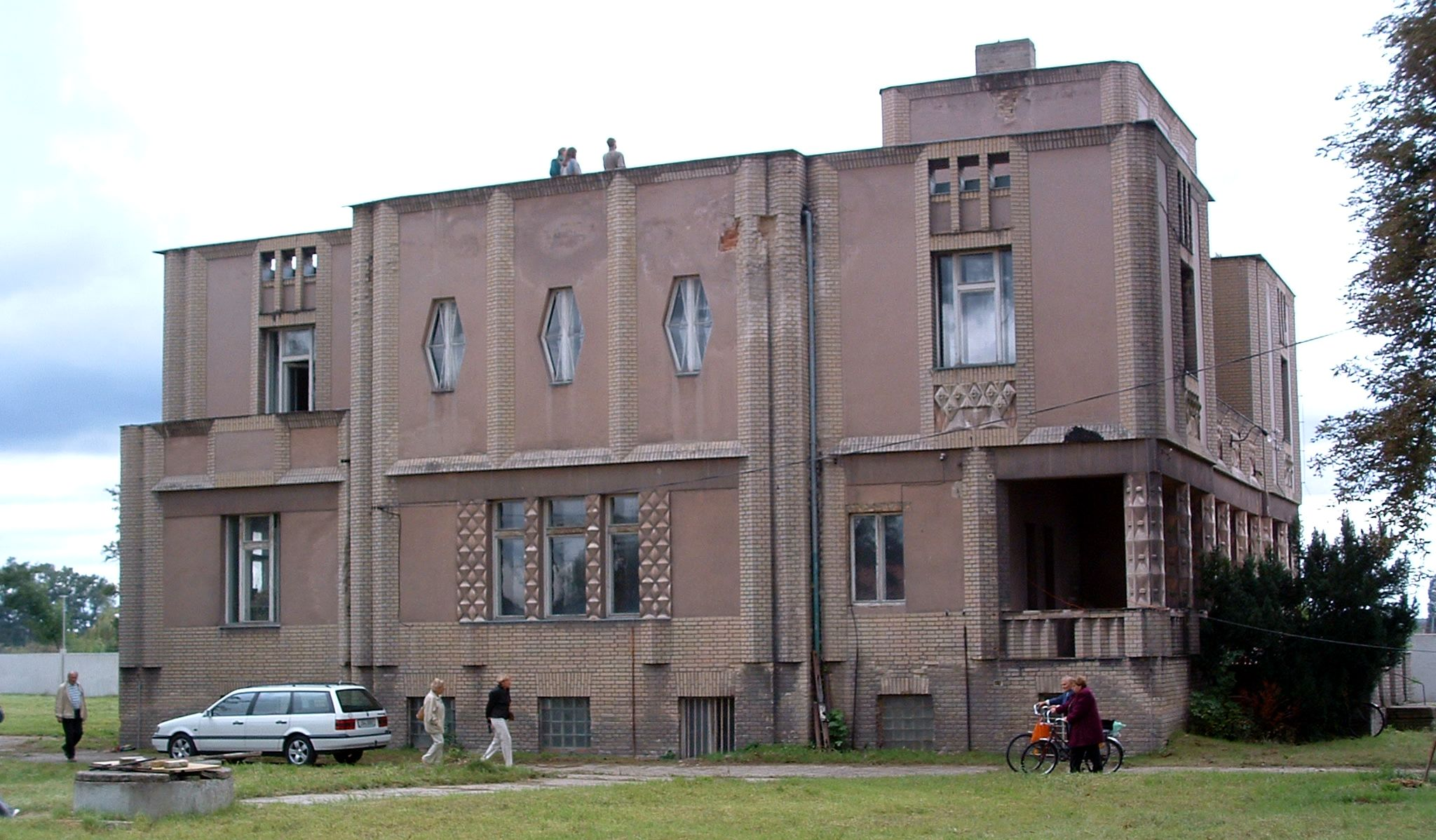
Beniesova vila v Litoli

- Rodný dům prof. MUDr. Rudolfa Jedličky
- Radnice

Sochy:
- Seznam soch v Lysé nad Labem

Technické památky:

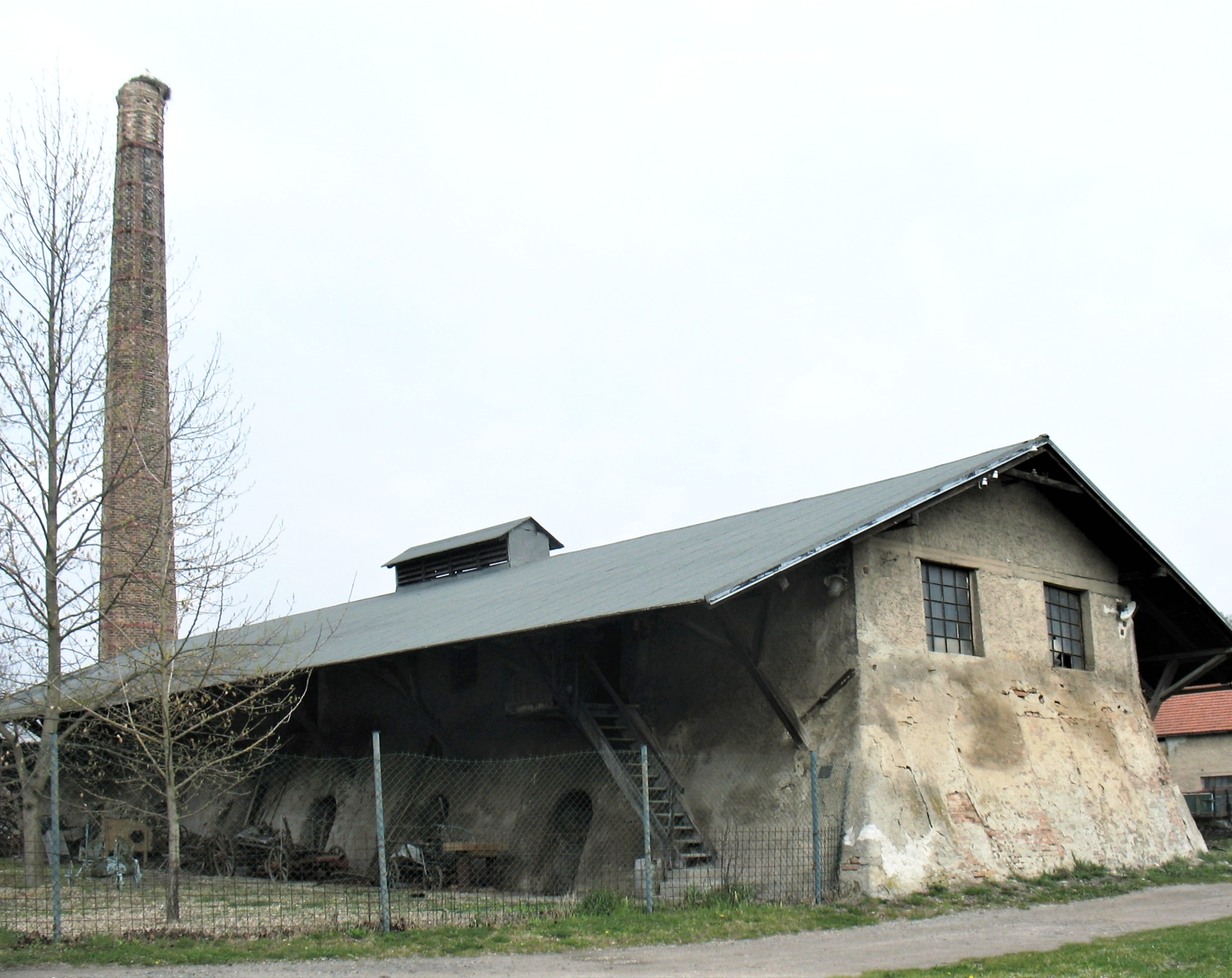
Švejdova cihelna

- Gustav Wantoch, továrna na octy a likéry
- Litolský most
- Zbořený pivovar Jana Slunečka
- Zbořený spolkový rolnický cukrovar (Litol)
- Švejdova cihelna
- Vichr a spol., a.s., továrna na kovové zboží a nábytek
- Zdymadlo a hydroelektrárna

Pomníky a památníky:

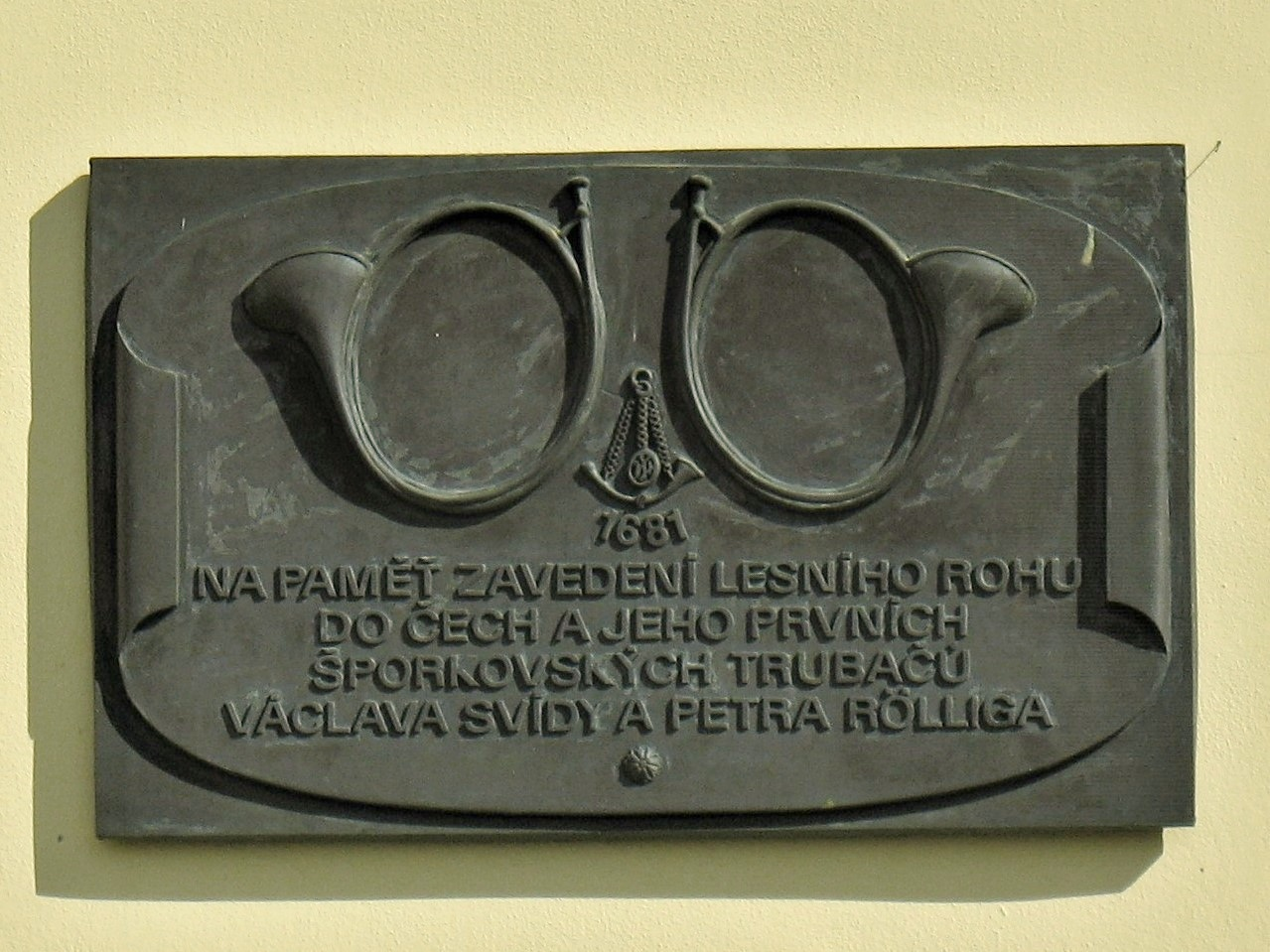
Pamětní deska na východním křídle lyského zámku, připomínající zavedení lesního rohu v Čechách F. A. Šporkem v roce 1681

- Hrob v dáli padlým obětem druhé světové války
- Památník Bedřicha Hrozného
- Pomník padlých v I. světové válce
- Pomník padlým rudoarmějcům
- Památník T. G. Masaryka (Litol)
- Pomník obětem války (Dvorce)
- Židovský hřbitov

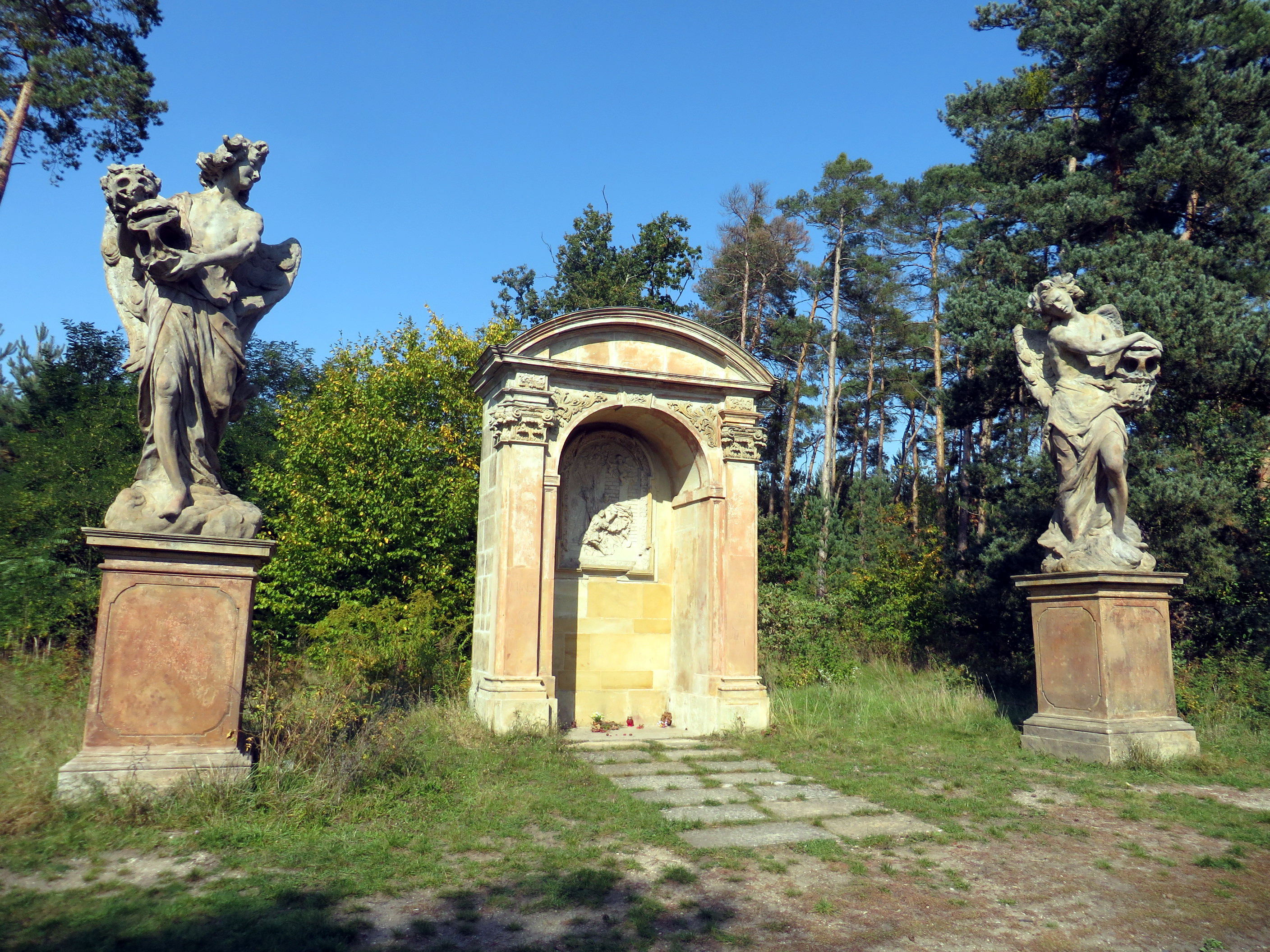
Kaple svatého Václava ve Dvorcích se sochami andělů

Památky mimo území městské památkové zóny:
- Dvůr Karlov
  - Zaniklý kostel Povýšení svatého Kříže
- Kaplička svatého Václava (Dvorce)
- Kaple svatého Václava (Byšičky)
- Kaple Nejsvětějšího Srdce Ježíšova (Dvorce)

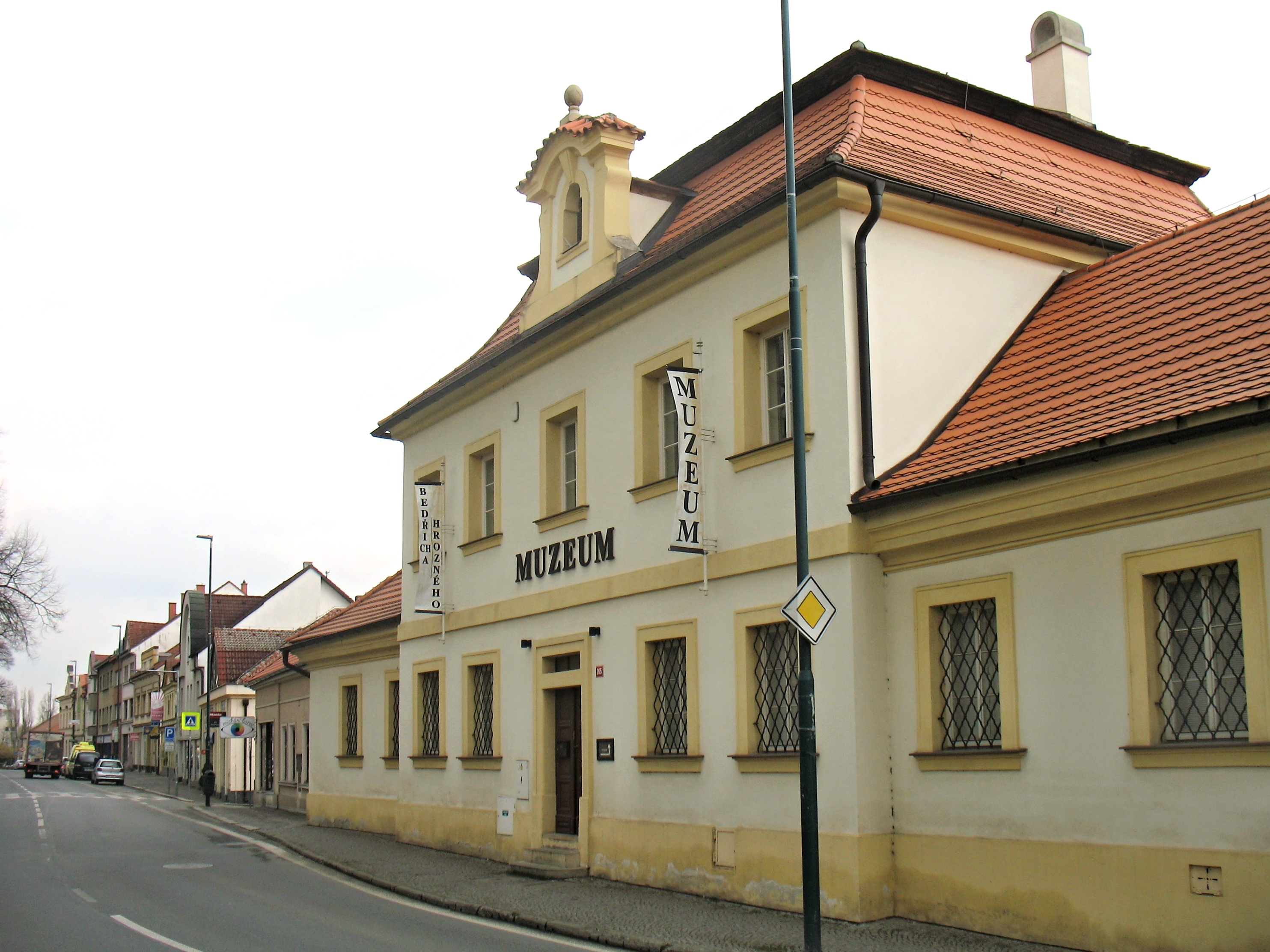
Muzeum Bedřicha Hrozného

- Náves (Byšičky)

Přírodní památky:
- Památné stromy
- Hrabanovská černava

### Instituce pro vzdělání a kulturu
- Městská knihovna Lysá nad Labem
- Muzeum Bedřicha Hrozného
- Státní oblastní archiv Nymburk se sídlem v Lysé nad Labem
- Základní umělecká škola Františka Antonína Šporka
- Obchodní akademie
- Základní škola Bedřicha Hrozného
- Přírodní amfiteátr, dnes především používaný jako letní kino. V červenci 1940 objevil tento prostor Jaroslav Petrýdes, jeden z režisérů SDO Tyl, a inscenoval zde hru Ladislava Stroupežnického Naši furianti. Po válce byl prolomen průchod zdí do "zákulisí" (ze směru od školního náměstí) a u něj postaven dřevěný objekt šatny, zřízený z vojenského dřevěného domku. V 50. letech to bylo oblíbené místo pro inscenování i rozsáhlých inscenací a pořádání divadelního festivalu Vodákův červenec. Letní scéna prošla na přelomu 60. a 70. let přestavbou do současné podoby. Pravděpodobný architektonický vliv Vladimíra Šondy Kříže. V 80. letech byla především členy Hudebního divadla KM obnovena tradice divadelního festivalu, ovšem v červnu. V roce 2020 bylo zrušeno orchestřiště, beztak nikdy nepoužité, mimo jiné i z důvodu nedobudované podlahy.  Vedle malého jeviště v kině je to  (vedle Výstaviště) druhý prostor pro konání kulturních akcí větších rozměrů.[zdroj?]

### Církve a náboženské společnosti
- Farní sbor Českobratrské církve evangelické v Lysé nad Labem
- Římskokatolická farnost Lysá nad Labem

## Významné objekty a lokality
- Beniesova vila v Litoli. Secesní, vybudovaná pro majitele dnes již zaniklého cukrovaru.
- zámek a zámecký park s bohatou sochařskou výzdobou z dílky Františka Adámka a dalších.
- Dostihové závodiště
- Hanín
- Šibák
- Výstaviště Lysá nad Labem

## Významné osobnosti

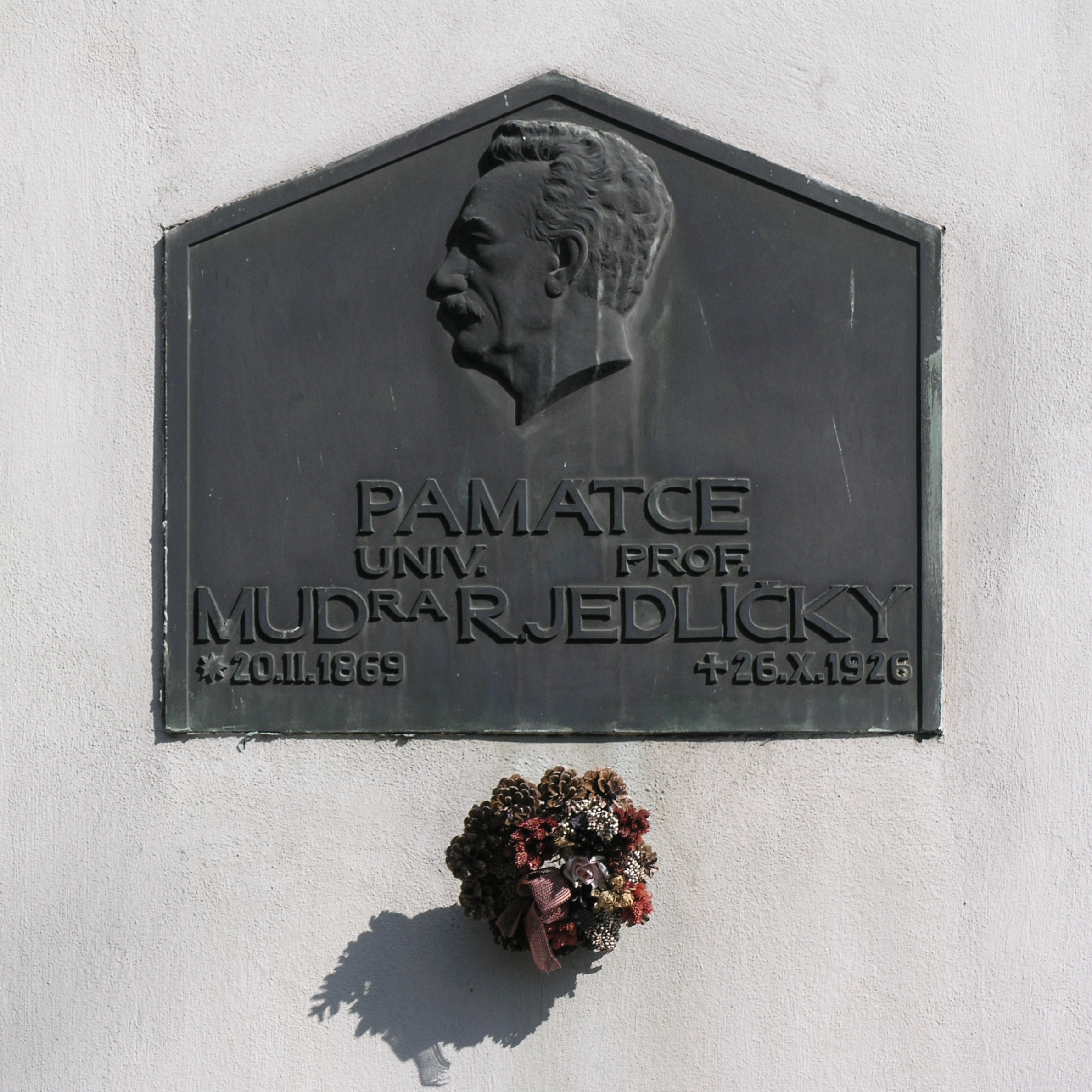
Pamětní deska Rudolfa Jedličky

- Matyáš Bernard Braun (24. 2. 1684 Sautens u Innsbrucku – 15. 2. 1738 Praha), rakouský sochař a řezbář, pracující pro hraběte Františka Antonína Šporka. Jeho žáci zhotovili pro Lysou řadu soch, které dodnes zdobí především francouzskou zahradu zámeckého parku a také ohradní zeď kostela. Sám M. B. Braun je autorem soch sv. Jeronýma, sv. Řehoře, sv. Ambrože a sv. Augustina na zdi kostela Narození svatého Jana Křtitele.
- Bedřich Hrozný (6. 5. 1879 Lysá nad Labem – 12. 12. 1952 Praha), český jazykovědec, orientalista, který rozluštil chetitský jazyk a položil základy samostatného oboru chetitologie.
- František Janouch (22. 9. 1931 Lysá nad Labem – 12. 1. 2024 Stockholm), jaderný fyzik, disident a zakladatel Nadace Charty 77
- Rudolf Jedlička (20. 2. 1869 Lysá nad Labem – 26. 10. 1926 Nový Svět (Harrachov)), český lékař a mecenáš, zakladatel samostatné české rentgenologie, radiologie a léčebné rehabilitace
- Růžena Merunková (* 21. 3. 1940 Lysá nad Labem), česká herečka
- František Otruba (4. 1. 1859 Nevrátice – 8. 8. 1945 Lysá nad Labem), český učitel, čestný občan města, autor Pamětí města Lysé a vesnic okolních z roku 1898
- Eva Palyzová (17. 9. 1935 Praha – 6. 7. 2011), česká dostihová žokejka, trenérka a manažerka. Spolumajitelka dostihového závodiště v Lysé nad Labem.
- František Antonín Špork (9. 3. 1662 Lysá nad Labem – 30. 3. 1738 Lysá nad Labem), český šlechtic, významný mecenáš umění, kterému Lysá vděčí za řadu barokních památek.
- Viktorin Šulc (1870–1946), architekt, malíř
- Jaroslav Igor Vilímek (2. 5. 1890 Lysá nad Labem – 23. 6. 1917 Zborov), český vlastenec, starodružiník
- Jindřich Vodák (8. 11. 1867 Lysá nad Labem – 10. 4. 1940 Praha), učitel, úředník, literární a divadelní kritik, redaktor, překladatel.
- Josef Václav Vojáček (20. 6. 1874 Praha – 6. 12. 1958 Lysá nad Labem), římskokatolický kněz, katecheta a historik
- Josef Havlín velitel hasičů, organizátor mnoha velkých nejen hasičských akcí, mj. zakladatel tradice hasičského sportu. Jeho pohřbu v září 1973 se zúčastnila celá Lysá.
- Vladimír "Šonda"  Kříž –  výtvarník a amatérský herec SDO Tyl.  Autor motivu čekanky v grafice, používané v prezentaci města v letech cca 1970–1985. Autor mnoha výprav divadla se zhostil i řešení interiéru klubovny hasičů. Jeho návrh byl akceptován i při řešení současného Husova náměstí.
- Brigádní generál Vladimír Přikryl (posádkou v Milovicích 1945–1949), velký příznivec spolků v Lysé nad Labem, podporovatel SDO Tyl, SD Hasičů, mysliveckého sdružení Doubrava  a mnoha dalších. Velkou měrou pomohl s technickým zajištěním Župního sletu sokolstva v roce 1948.
- František Hradecký (12. 1. 1909 Lysá nad Labem - 1. 7. 1952 Nové Město na Moravě), český malíř, grafik a pedagog

## Fotogalerie

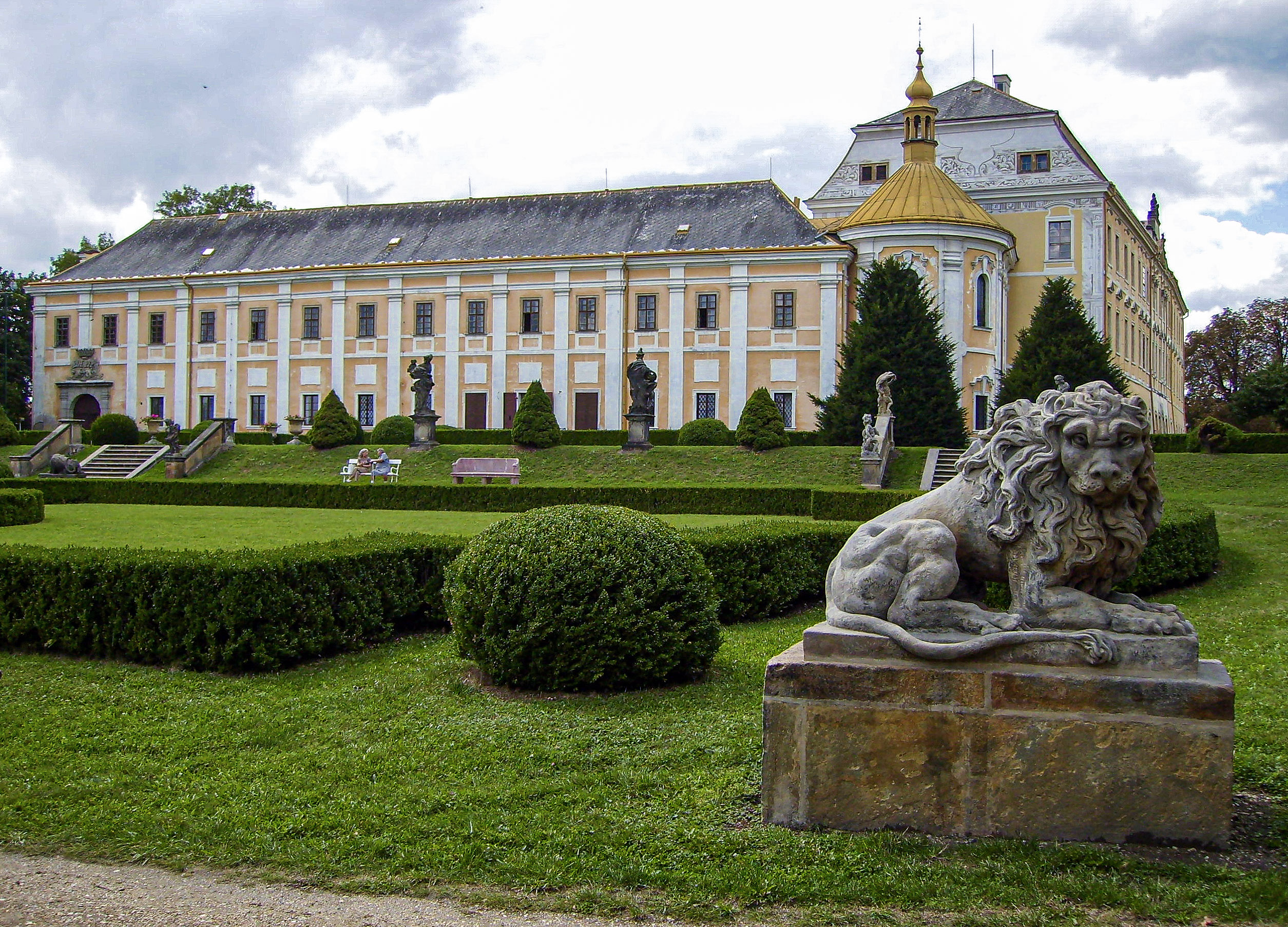
Zámek Lysá nad Labem
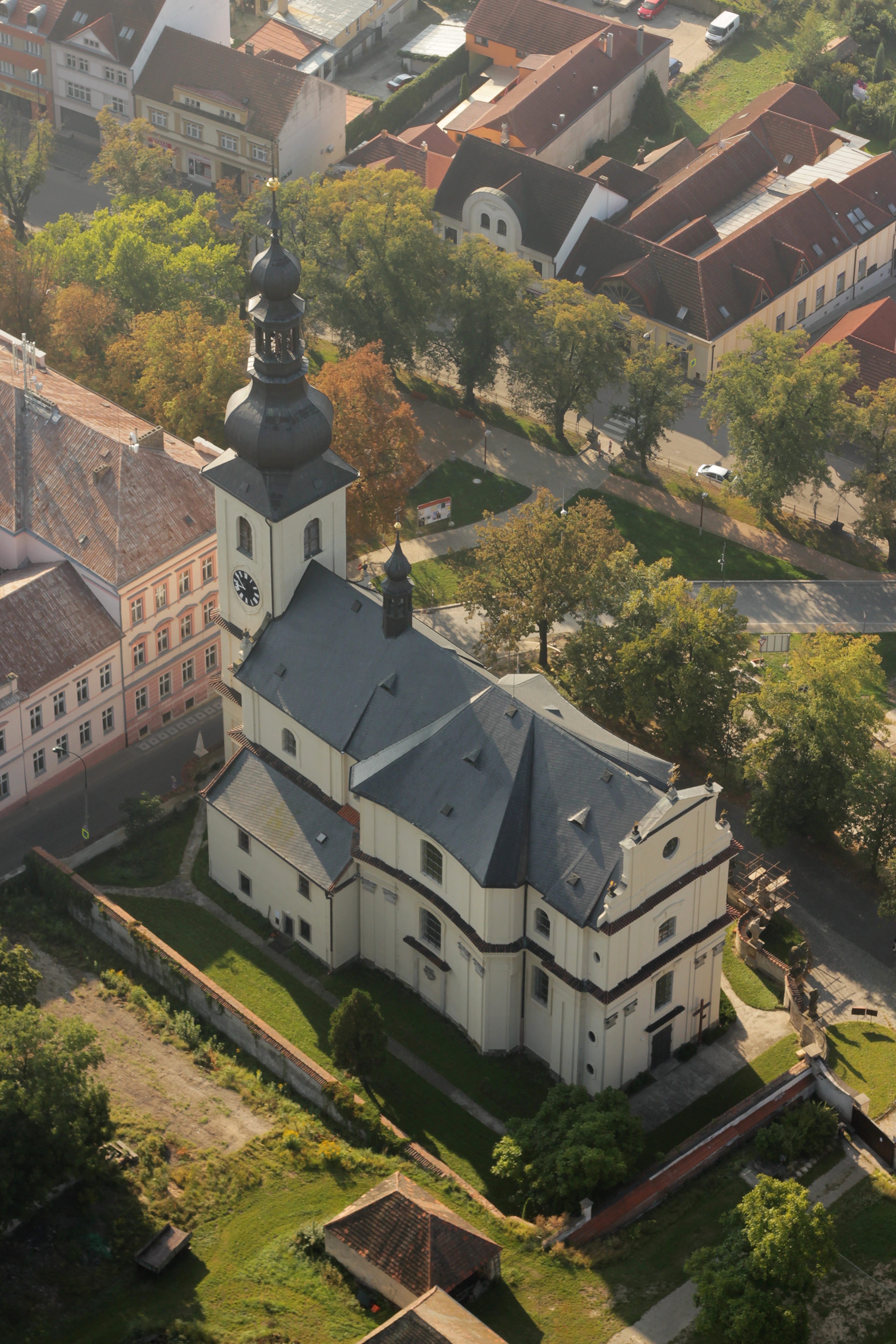
Kostel sv. Jana Křtitele
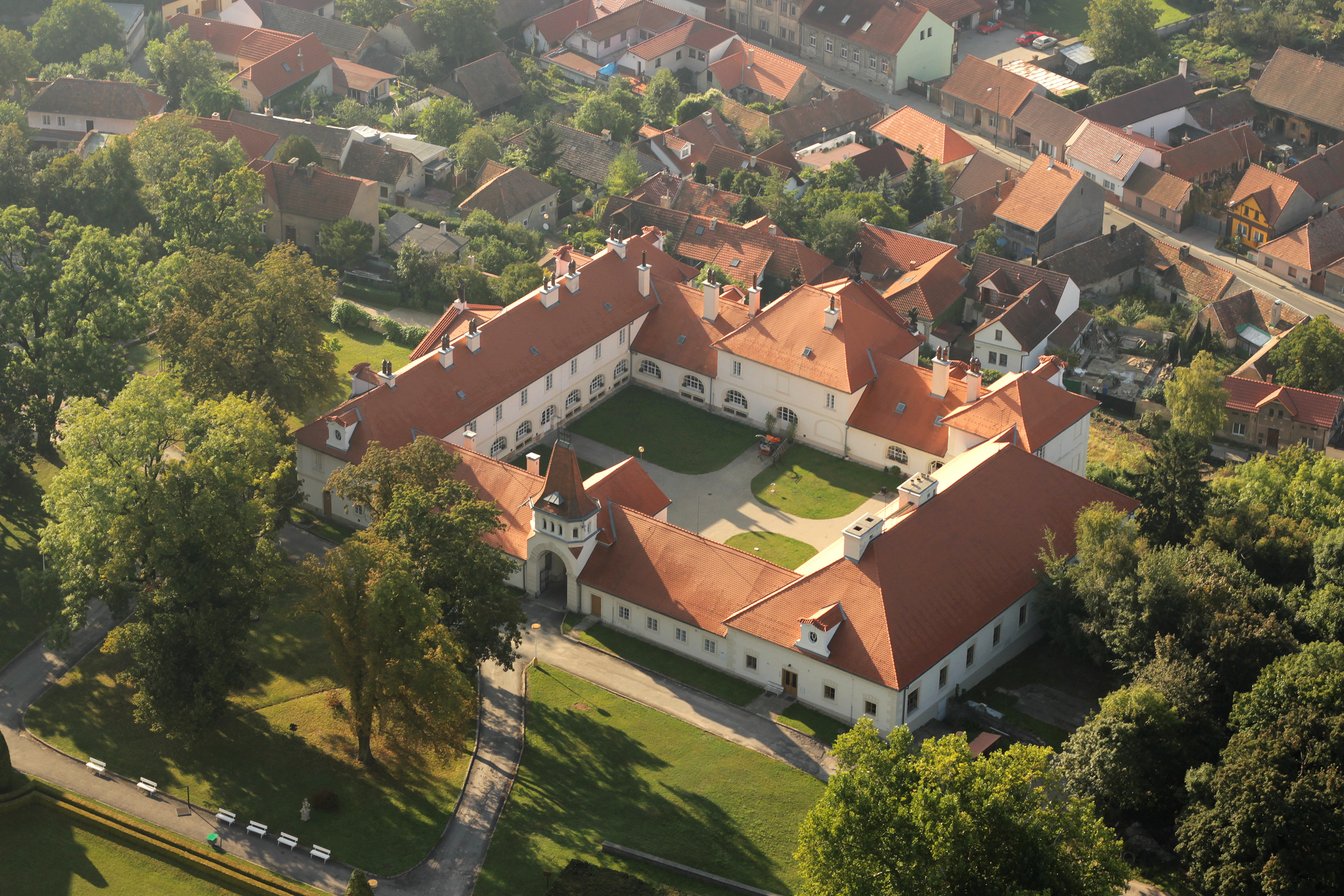
Bývalý klášter bosých augustiniánů sv. Jana Nepomuckého
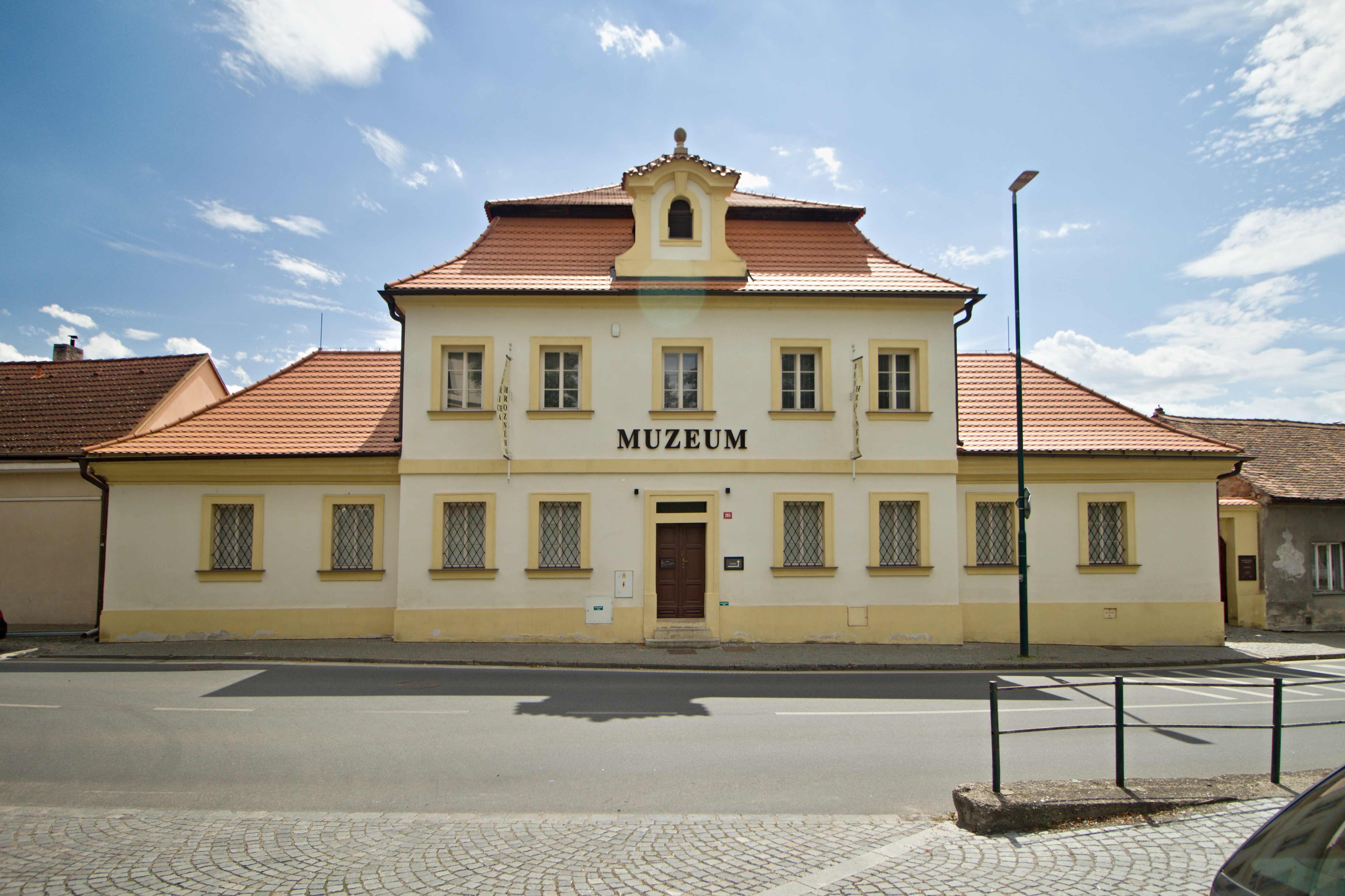
Polabské Muzeum - Muzeum Bedřicha Hrozného
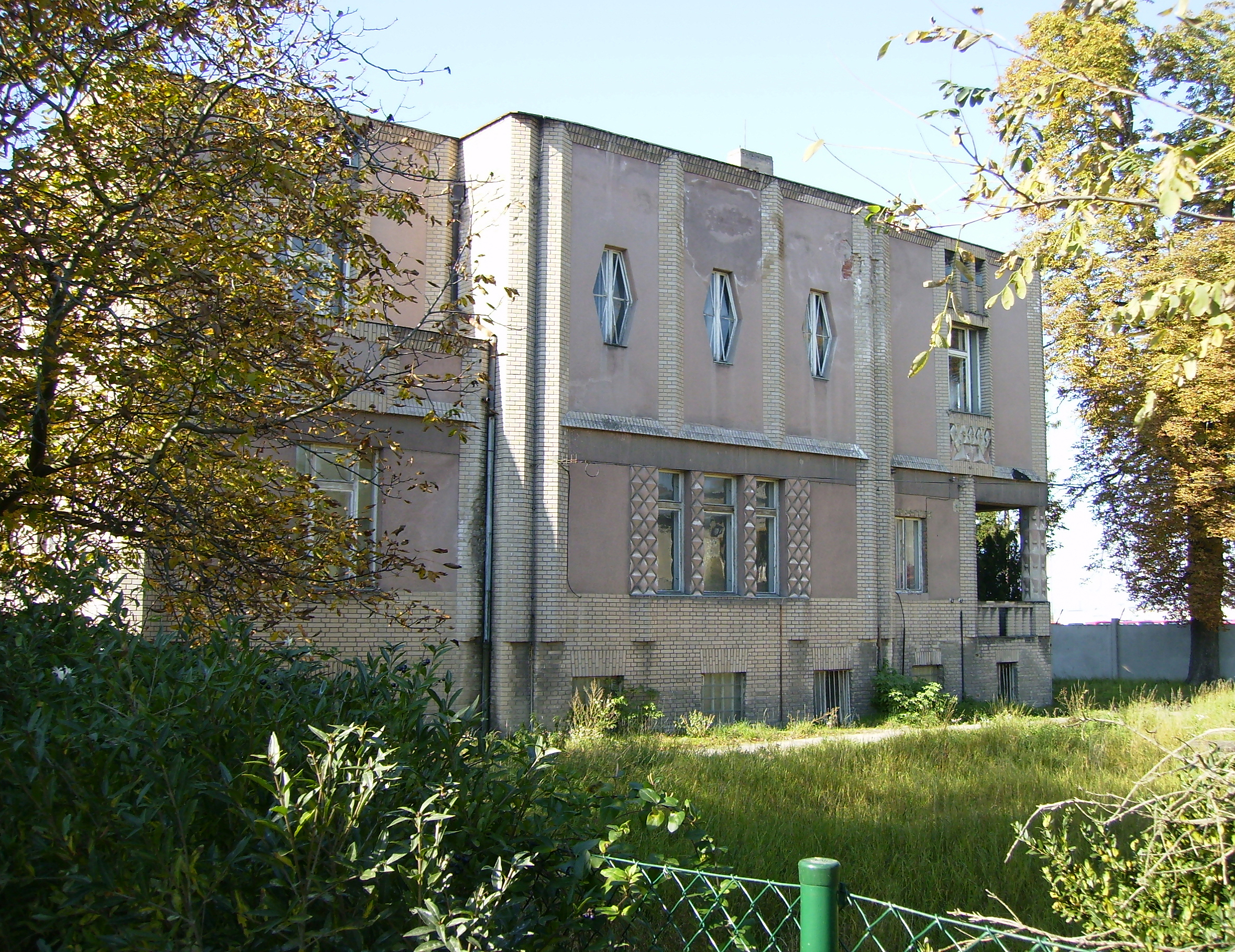
Beniesova vila
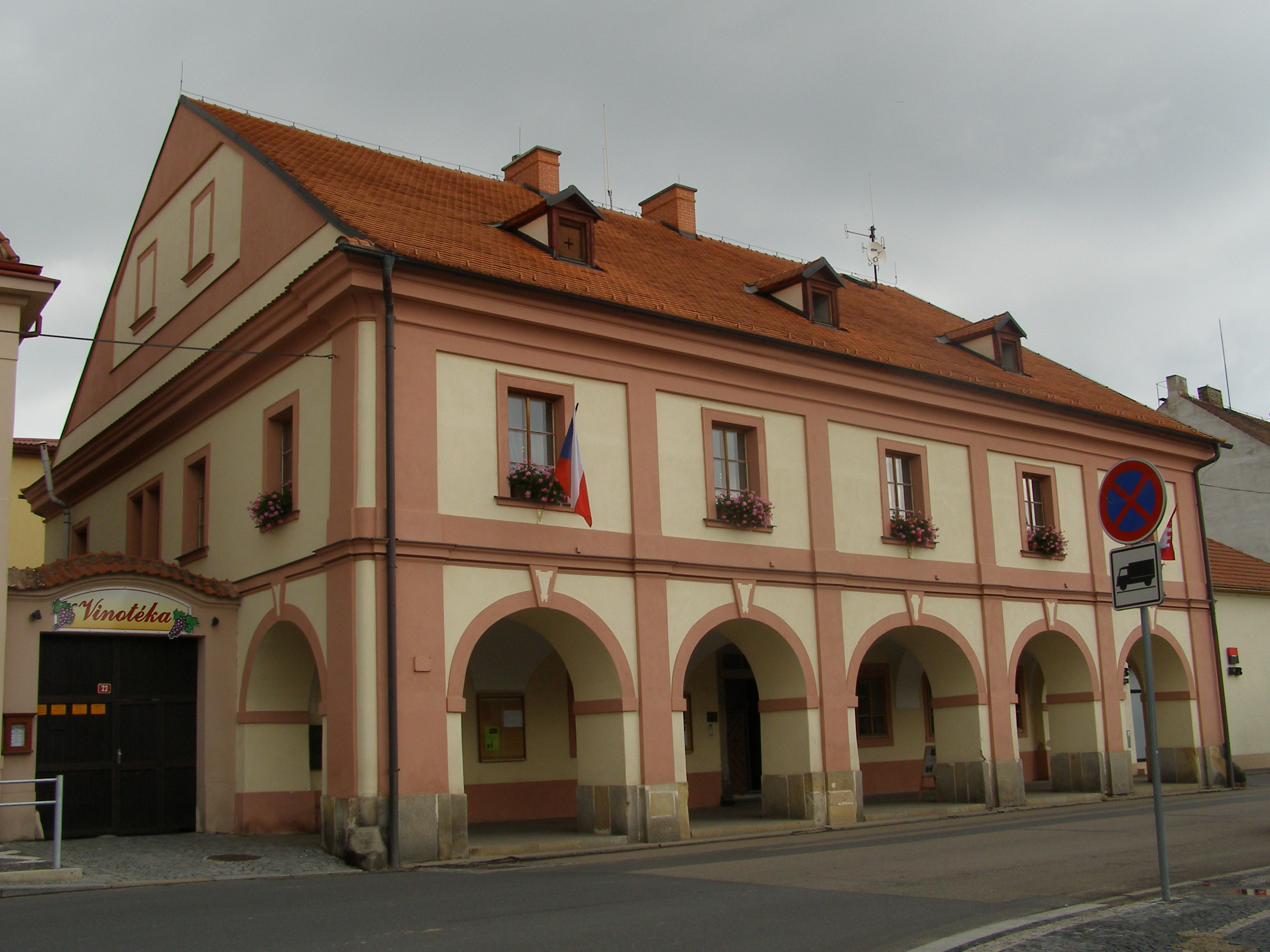
Radnice
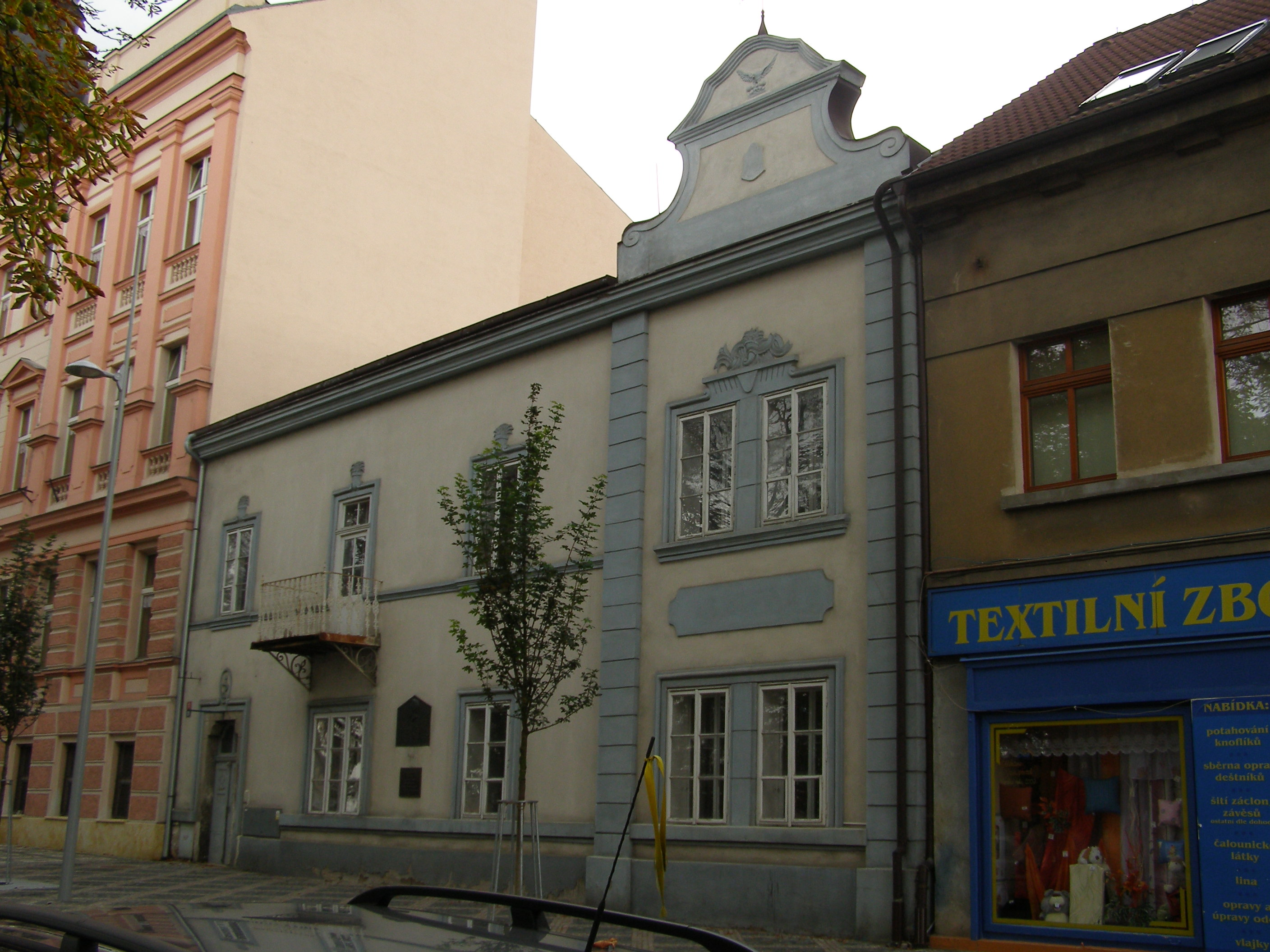
Rodný dům prof. MUDr.  Jedličky
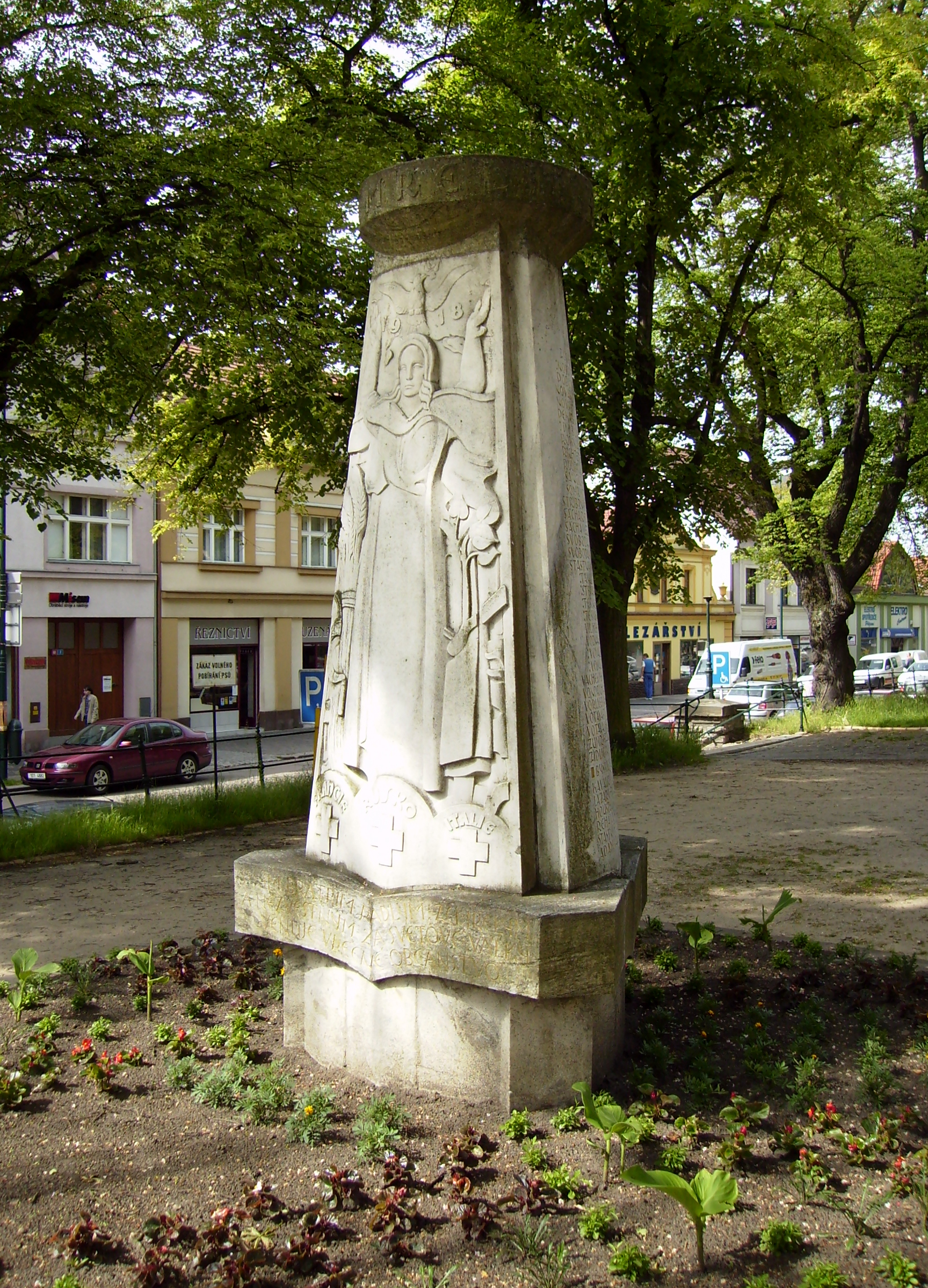
Pomník padlých v I. světové válce
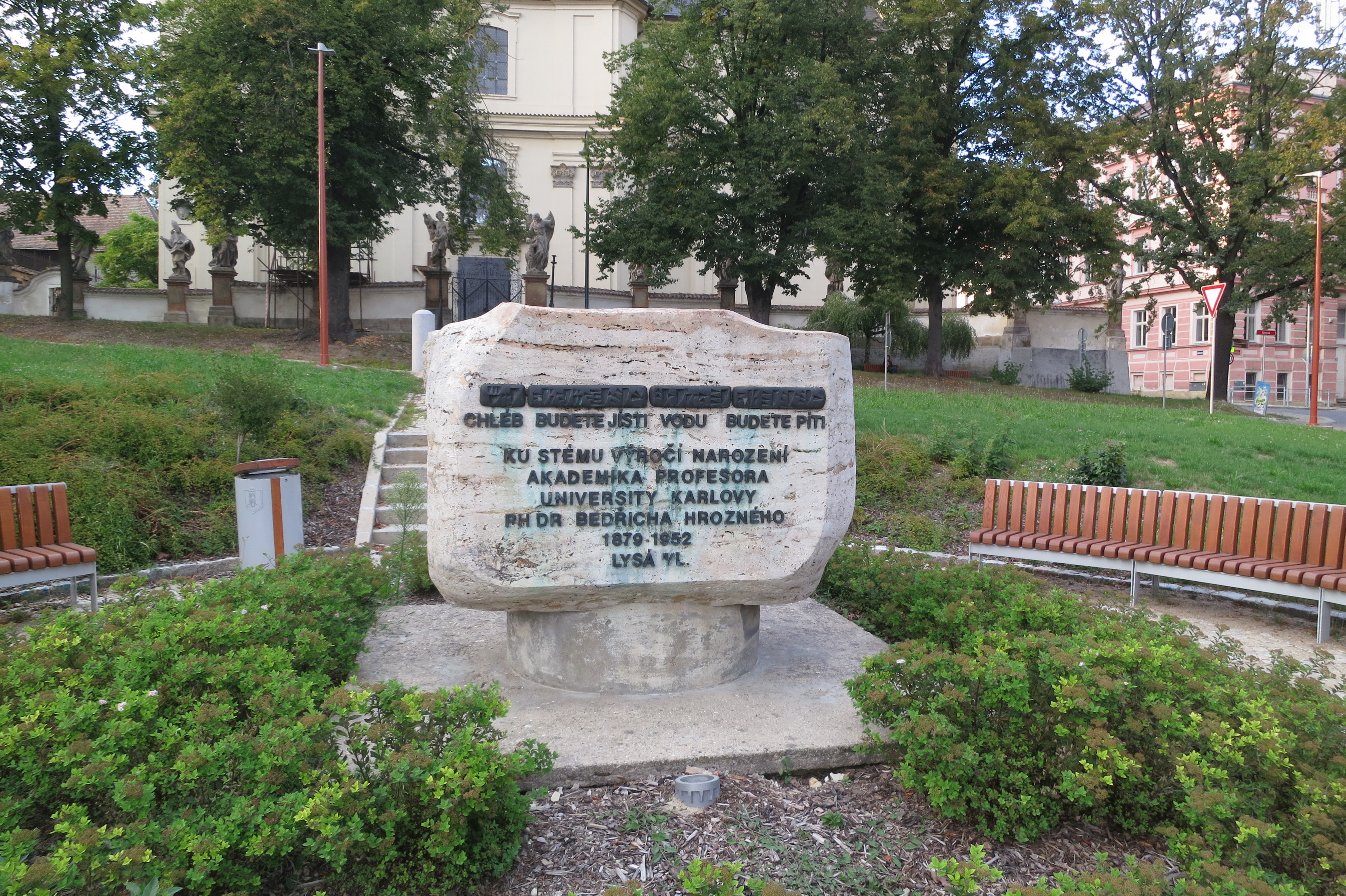
Památník Bedřicha Hrozného
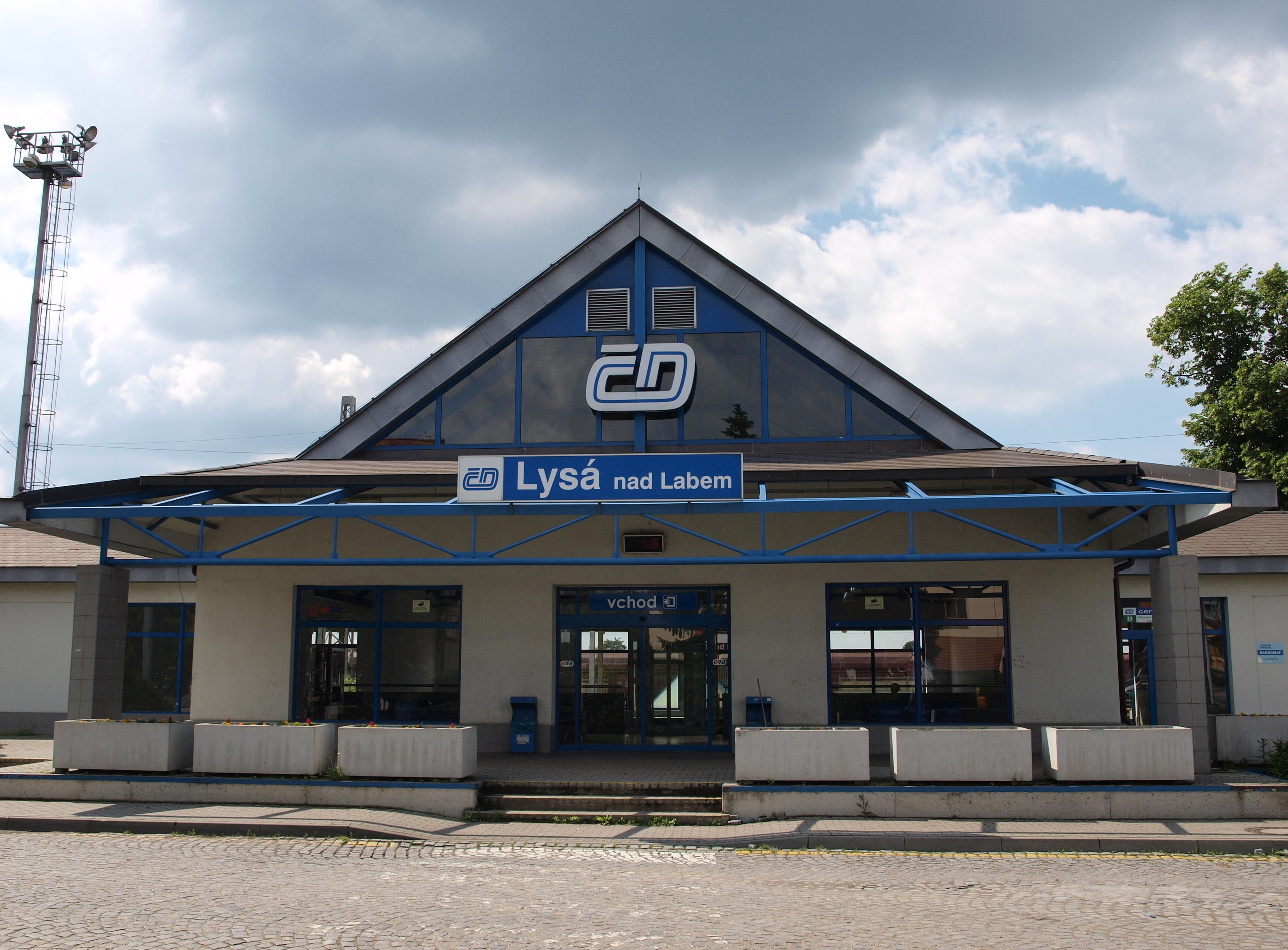
Moderní nádražní budova
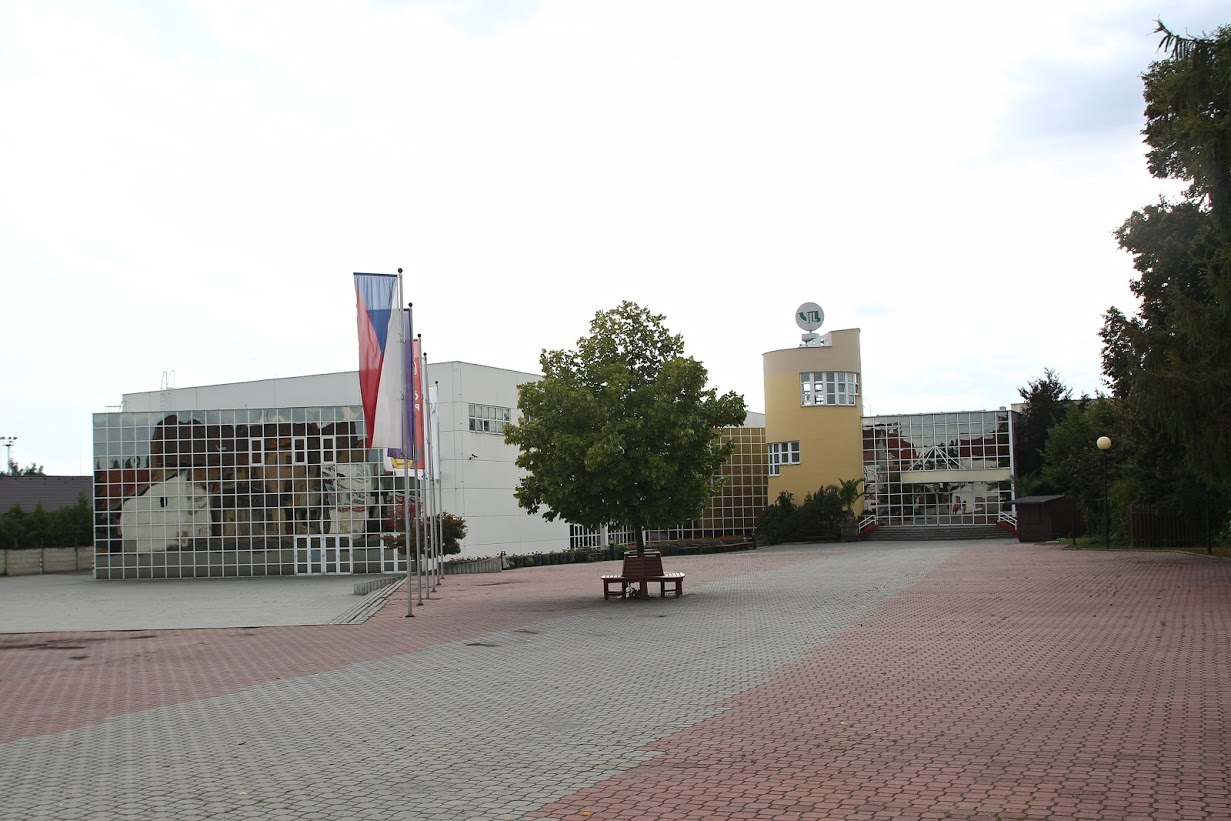
Výstaviště Lysá nad Labem